# Politique en Haute-Savoie
Historiquement, la Haute-Savoie est un département solidement ancré à droite. Sous la Ve République, c'est même le seul département français à n'avoir jamais élu un député de gauche, à l'exception des élections législatives de 1986 avec Dominique Strauss-Kahn, à la tête de la liste officielle du Parti socialiste et Robert Borrel, qui dirigea une liste divers gauche dissidente. À l'heure actuelle, la droite et le centre possèdent deux sièges de député sur six, tous les sièges de sénateurs et l'intégralité des sièges de conseillers départementaux.
Les scrutins présidentiel et législatifs de 2017 marquent un changement politique. Si le candidat des Républicains François Fillon arrive en tête dans le département, il est talonné par Emmanuel Macron. Au second tour, le candidat d'En Marche ! remporte 68,66 % des suffrages contre 31,34 % pour Marine Le Pen. Lors des législatives, la majorité présidentielle décroche quatre sièges de députés sur six et la droite conserve les 3e et 4e circonscriptions avec les réélections de Martial Saddier et Virginie Duby-Muller.

## Représentation politique et administrative

### Préfets et arrondissements

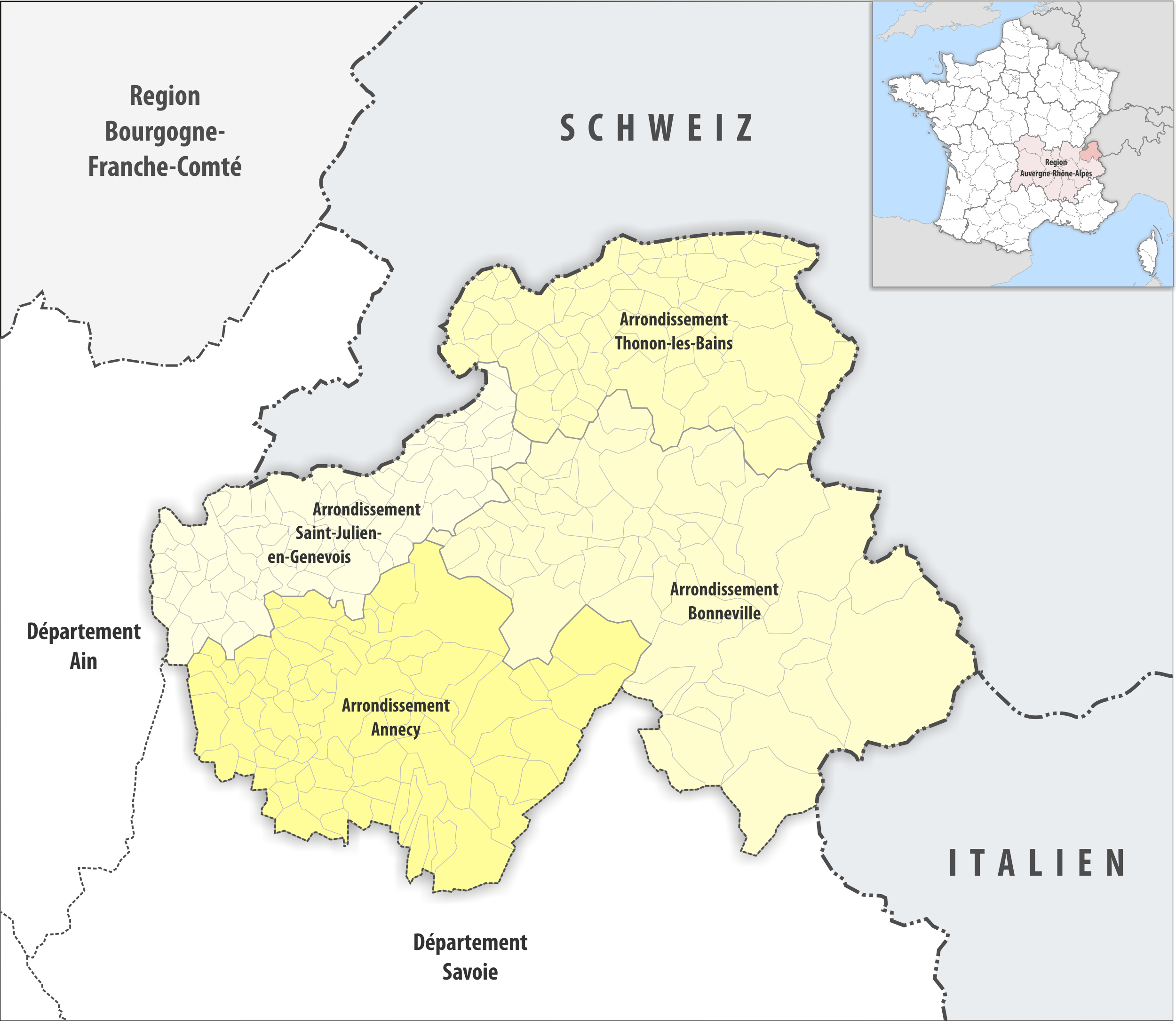
Carte des arrondissements de la Haute-Savoie en 2019.

Le département de la Haute-Savoie est découpé en quatre arrondissements regroupant les cantons suivants :
- Arrondissement d'Annecy : 
Annecy-1, Annecy-2, Annecy-3, Annecy-4, Faverges-Seythenex, Rumilly.
- Arrondissement de Bonneville : 
Bonneville, Cluses, La Roche-sur-Foron, Le Mont-Blanc, Saint-Jeoire-en-Faucigny, Sallanches, Samoëns, Scionzier, Taninges.
- Arrondissement de Saint-Julien-en-Genevois : 
Annemasse-Nord, Annemasse-Sud, Cruseilles, Frangy, Reignier-Ésery, Saint-Julien-en-Genevois, Seyssel.
- Arrondissement de Thonon-les-Bains : 
Évian-les-Bains, Sciez, Thonon-les-Bains.

Depuis le redécoupage cantonal de 2014, un canton peut contenir des communes provenant de plusieurs arrondissements. Cela concerne les trois cantons haut-savoyard suivants : Bonneville, Évian-les-Bains et La Roche-sur-Foron.
|              | Identité         | Circonscription administrative   | Anciennes fonctions                                                              |
| ------------ | ---------------- | -------------------------------- | -------------------------------------------------------------------------------- |
| Préfet       | Yves Le Breton   | Haute-Savoie                     | Directeur général de l'ANCT                                                      |
| Sous-préfets | Rémy Darroux     | Arr. de Bonneville               | Secrétaire général de la préfecture de la Haute-Loire                            |
| Sous-préfets | Nadia Idiri      | Arr. de Saint-Julien-en-Genevois | Cheffe de cabinet de la ministre de la santé et de la prévention                 |
| Sous-préfets | Emmanuel Coquand | Arr. de Thonon-les-Bains         | Chef de cabinet, conseiller spécial auprès de la ministre chargée de l'insertion |

### Députés et circonscriptions législatives
Depuis le nouveau découpage électoral, le département comprend six circonscriptions regroupant les cantons suivants :
- 1re circonscription : Annecy-Nord-Ouest, Annecy-le-Vieux, Rumilly, Thorens-Glières
- 2e circonscription : Alby-sur-Chéran, Annecy-Centre, Annecy-Nord-Est, Faverges, Seynod, Thônes
- 3e circonscription : Boëge, Bonneville, Cruseilles, Reignier, La Roche-sur-Foron, Saint-Jeoire
- 4e circonscription : Annemasse-Nord, Annemasse-Sud, Frangy, Saint-Julien-en-Genevois, Seyssel
- 5e circonscription : Abondance, Biot, Douvaine, Évian-les-Bains, Thonon-les-Bains-Est, Thonon-les-Bains-Ouest
- 6e circonscription : Chamonix-Mont-Blanc, Cluses, Saint-Gervais-les-Bains, Sallanches, Samoëns, Scionzier, Taninges

Députés de la Haute-Savoie en 2024.

| Circ. | Nom                  |  | Parti | Groupe                      | Suppléant                 |
| ----- | -------------------- |  | ----- | --------------------------- | ------------------------- |
| 1re   | Véronique Riotton    |  | RE    | Ensemble pour la République | Roland Lombard            |
| 2e    | Antoine Armand       |  | RE    | Ensemble pour la République | Danièle Carteron          |
| 2e    | Danièle Carteron     |  | RE    | Ensemble pour la République | –                         |
| 2e    | Antoine Armand       |  | RE    | Ensemble pour la République | Danièle Carteron          |
| 3e    | Christelle Petex     |  | LR    | Droite républicaine         | Xavier Brand              |
| 4e    | Virginie Duby-Muller |  | LR    | Droite républicaine (app.)  | Marie-Claire Teppe-Roguet |
| 5e    | Anne-Cécile Violland |  | HOR   | Horizons et indépendants    | Christophe Songeon        |
| 6e    | Xavier Roseren       |  | RE    | Ensemble pour la République | Sophie Curdy              |

### Sénateurs
Lors des élections sénatoriales de 2020, trois sénateurs ont été élus dans le département :
|  | Identité       | Étiquette | Groupe     | Autres mandats (passés ou actuels)                                         |
|  | -------------- | --------- | ---------- | -------------------------------------------------------------------------- |
|  | Loïc Hervé     | LC-UDI    | UC         | Maire de Marnaz (2008 → 2017)                                              |
|  | Sylviane Noël  | LR        | REP        | Maire de Nancy-sur-Cluses (2008 → 2018)                                    |
|  | Cyril Pellevat | LR        | REP (app.) | Conseiller régional (2016 → ) Maire d'Arthaz-Pont-Notre-Dame (2008 → 2016) |

### Conseillers régionaux
Le conseil régional d'Auvergne-Rhône-Alpes compte 204 membres élus pour six ans dont 18 représentant la Haute-Savoie (soit un de moins qu'en 2015). Dans le détail, la liste d'union de la droite a obtenu 12 sièges, l'union de la gauche, 5 et le Rassemblement national, 1.
| Nom                   |  | Parti       | N° | Liste                  | Groupe                                                        |
| --------------------- |  | ----------- | -- | ---------------------- | ------------------------------------------------------------- |
| Sylviane Noël         |  | LR          | 01 | Union de la droite     | Les Républicains, divers droite, société civile et apparentés |
| Éric Fournier         |  | UDI         | 02 | Union de la droite     | UDI, centristes et apparentés                                 |
| Ségolène Guichard     |  | DVD         | 03 | Union de la droite     | Les Républicains, divers droite, société civile et apparentés |
| Cyril Pellevat        |  | LR          | 04 | Union de la droite     | Les Républicains, divers droite, société civile et apparentés |
| Florence Duvand       |  | LR          | 05 | Union de la droite     | Les Républicains, divers droite, société civile et apparentés |
| Jean-Paul Bosland     |  | DVD         | 06 | Union de la droite     | Les Républicains, divers droite, société civile et apparentés |
| Annabel André         |  | LR          | 07 | Union de la droite     | Les Républicains, divers droite, société civile et apparentés |
| Antoine Dénériaz      |  | DVD         | 08 | Union de la droite     | Les Républicains, divers droite, société civile et apparentés |
| Catherine Pacoret     |  | UDI         | 09 | Union de la droite     | UDI, centristes et apparentés                                 |
| Christophe Fournier   |  | LR          | 10 | Union de la droite     | Les Républicains, divers droite, société civile et apparentés |
| Sylvia Roupioz        |  | LR          | 11 | Union de la droite     | Les Républicains, divers droite, société civile et apparentés |
| Serge Delsante        |  | DVD         | 12 | Union de la droite     | Les Républicains, divers droite, société civile et apparentés |
| Fabienne Grébert      |  | ND          | 01 | Union de la gauche     | Les Écologistes                                               |
| Benjamin Joyeux       |  | LÉ          | 02 | Union de la gauche     | Les Écologistes                                               |
| Natacha Muracciole    |  | LÉ          | 03 | Union de la gauche     | Les Écologistes                                               |
| Jean-Baptiste Baud    |  | PS          | 04 | Union de la gauche     | Socialiste, écologiste et démocrate                           |
| Alexandra Caron-Cusey |  | LÉ          | 05 | Union de la gauche     | Les Écologistes                                               |
| Vincent Lecaillon     |  | RN puis REC | 01 | Rassemblement national | Libertés Identité Souveraineté                                |

### Conseillers départementaux
Depuis le redécoupage cantonal de 2014, le nombre de cantons est passé de 34 à 17, avec un binôme paritaire élu dans chacun d'entre eux, soit 34 conseillers départementaux. À l'issue des élections départementales de 2015, la majorité sortante de droite est non seulement reconduite mais en plus, la gauche disparaît de l'assemblée départementale. Christian Monteil (DVD, canton de Saint-Julien-en-Genevois), déjà à la tête du conseil général depuis 2008, est élu à la présidence du conseil départemental par 21 voix contre 13 pour Patricia Mahut (UMP).
Le 1er juillet 2021, Martial Saddier (LR, canton de Bonneville) est élu président du conseil départemental par 18 voix contre 16 pour Virginie Duby-Muller (LR, canton de Saint-Julien-en-Genevois) et succède à Christian Monteil.
| Canton                   | Conseillers               | Partis | Partis | Groupes |
| ------------------------ | ------------------------- | ------ | ------ | ------- |
| Annecy-1                 | François Daviet           |        | LR     | -       |
| Annecy-1                 | Valérie Gonzo-Massol      |        | UDI    | -       |
| Annecy-2                 | Myriam Lhuillier          |        | UDI    | -       |
| Annecy-2                 | Dominique Puthod          |        | UDI    | -       |
| Annecy-3                 | François Excoffier        |        | LR     | -       |
| Annecy-3                 | Odile Mauris              |        | DVD    | -       |
| Annecy-4                 | Magali Mugnier            |        | DVD    | -       |
| Annecy-4                 | Lionel Tardy              |        | LR     | -       |
| Annemasse                | Estelle Bouchet           |        | DVG    | -       |
| Annemasse                | Christian Verdonnet       |        | DVG    | -       |
| Bonneville               | Agnès Gay                 |        | LR     | -       |
| Bonneville               | Martial Saddier           |        | LR     | -       |
| Cluses                   | Jean-Philippe Mas         |        | LR     | -       |
| Cluses                   | Marie-Antoinette Metral   |        | LR     | -       |
| Évian-les-Bains          | Josiane Lei               |        | LR     | -       |
| Évian-les-Bains          | Nicolas Rubin             |        | LR     | -       |
| Faverges-Seythenex       | Marcel Cattaneo           |        | LR     | -       |
| Faverges-Seythenex       | Marie-Louise Donzel-Gonet |        | LR     | -       |
| Gaillard                 | Bernard Boccard           |        | LR     | -       |
| Gaillard                 | Marie-Claire Teppe-Roguet |        | LR     | -       |
| Le Mont-Blanc            | Jean-Marc Peillex         |        | UDI    | -       |
| Le Mont-Blanc            | Aurore Termoz             |        | DVC    | -       |
| La Roche-sur-Foron       | Christelle Petex-Levet    |        | LR     |         |
| La Roche-sur-Foron       | David Ratsimba            |        | DVD    | -       |
| Rumilly                  | Daniel Déplante           |        | DVD    | -       |
| Rumilly                  | Fabienne Duliège          |        | DVD    | -       |
| Saint-Julien-en-Genevois | Virginie Duby-Muller      |        | LR     | -       |
| Saint-Julien-en-Genevois | Gérard Lambert            |        | LR     | -       |
| Sallanches               | Catherine Jullien-Brèches |        | LR     | -       |
| Sallanches               | Georges Morand            |        | LR     | -       |
| Sciez                    | Joël Baud-Grasset         |        | LR     | -       |
| Sciez                    | Chrystelle Beurrier       |        | LR     | -       |
| Thonon-les-Bains         | Richard Baud              |        | LR     | -       |
| Thonon-les-Bains         | Patricia Mahut            |        | RE     | -       |

Le 1er juillet 2021, lors de la session d'installation du conseil départemental, cinq vice-présidents et quatre vice-présidentes ont été élus ainsi que cinq conseillers départementaux délégués.
|     | Identité                  | Attributions                                                                                        |
| --- | ------------------------- | --------------------------------------------------------------------------------------------------- |
| 1er | Nicolas Rubin             | Délégation générale, administration générale, sport, aménagement du territoire et devoir de mémoire |
| 2e  | Jean-Marc Peillex         | Tourisme, lacs et montagne                                                                          |
| 3e  | Marie-Louise Donzel-Gonet | Agriculture, forêt et alimentation                                                                  |
| 4e  | Joël Baud-Grasset         | Finances et patrimoine culturel                                                                     |
| 5e  | Myriam Lhuillier          | Culture et patrimoine                                                                               |
| 6e  | Lionel Tardy              | Routes et bâtiments, pistes cyclables, mobilités et numérique, anciens combattants                  |
| 7e  | Chrystelle Beurrier       | Enfance, famille et insertion                                                                       |
| 8e  | Jean-Philippe Mas         | Jeunesse, éducation et politique de la ville                                                        |
| 9e  | Estelle Bouchet           | Autonomie et logement                                                                               |

| Identité           | Attributions                   |
| ------------------ | ------------------------------ |
| François Excoffier | Économie et aux grands projets |
| Aurore Termoz      | Habitat et logement            |
| Georges Morand     | Villes-centre                  |
| Fabienne Duliège   | Ruralité                       |
| Bernard Boccard    | Handicap                       |

### Présidents d'intercommunalités

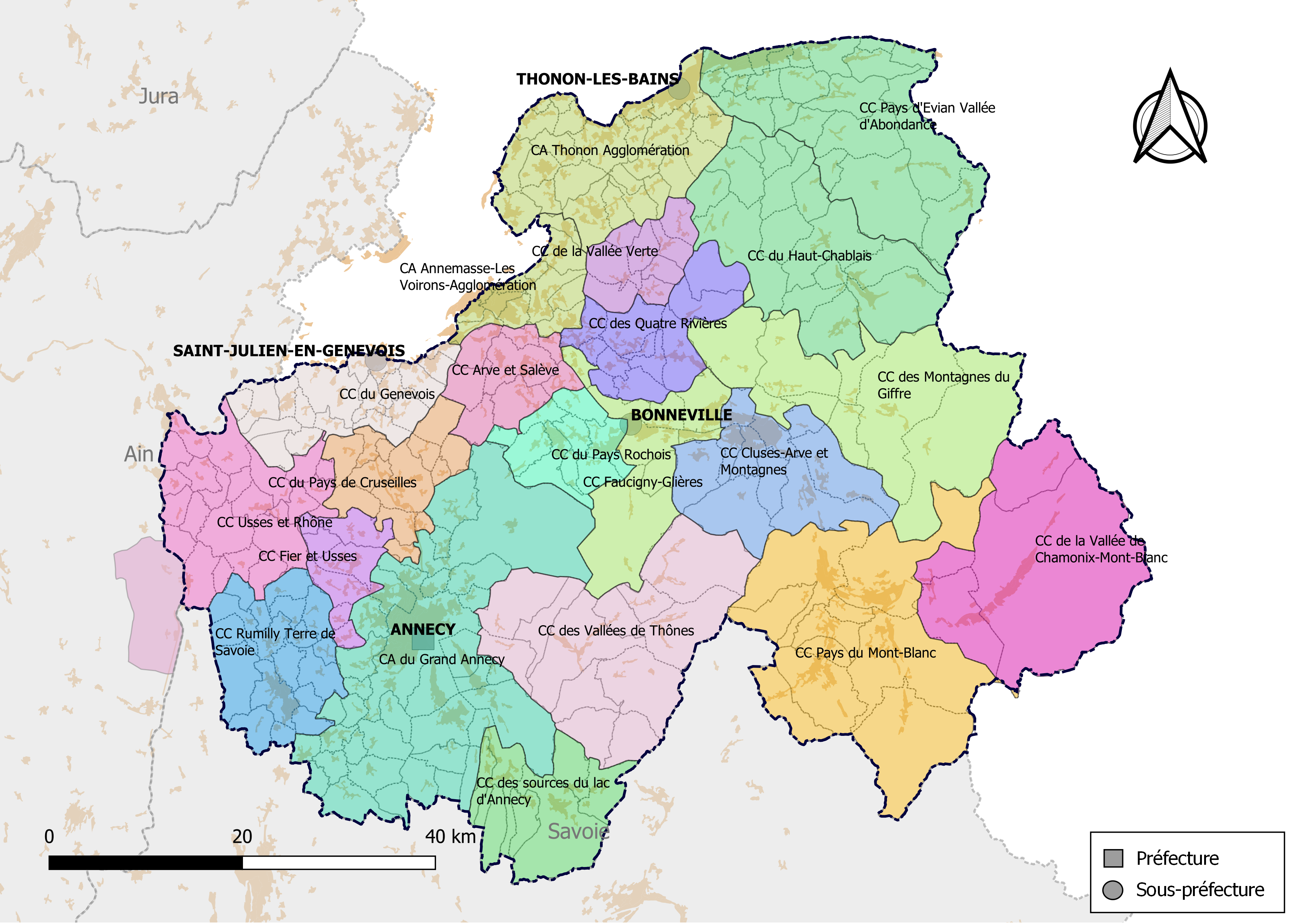
Carte des intercommunalités de la Haute-Savoie au 1er janvier 2019.

|    | Intercommunalité                      | Président             | Parti | Parti | Élection |
| -- | ------------------------------------- | --------------------- | ----- | ----- | -------- |
| CA | Annemasse - Les Voirons Agglomération | Gabriel Doublet       |       | UDI   | 2020     |
| CC | Arve et Salève                        | Sébastien Javogues    |       | UDI   | 2020     |
| CC | Cluses-Arve et Montagnes              | Jean-Philippe Mas     |       | DVD   | 2020     |
| CC | Faucigny-Glières                      | Stéphane Valli        |       | LR    | 2014     |
| CC | Fier et Usses                         | Henri Carelli         |       | DVD   | 2020     |
| CC | Genevois                              | Pierre-Jean Crastes   |       | SE    | 2014     |
| CA | Grand Annecy                          | Frédérique Lardet     |       | DVC   | 2020     |
| CC | Haut-Chablais                         | Fabien Trombert       |       | SE    | 2020     |
| CC | Montagnes du Giffre                   | Stéphane Bouvet       |       | SE    | 2014     |
| CC | Pays d'Évian Vallée d'Abondance       | Josiane Lei           |       | LR    | 2017     |
| CC | Pays de Cruseilles                    | Xavier Brand          |       | DVD   | 2020     |
| CC | Pays du Mont-Blanc                    | Jean-Marc Peillex     |       | UDI   | 2020     |
| CC | Pays Rochois                          | Jean-Claude Georget   |       | DVE   | 2020     |
| CC | Quatre Rivières                       | Bruno Forel           |       | UDI   | 2008     |
| CC | Rumilly Terre de Savoie               | Christian Heison      |       | DVD   | 2020     |
| CC | Sources du Lac d'Annecy               | Jacques Dalex         |       | DVG   | 2020     |
| CA | Thonon Agglomération                  | Christophe Arminjon   |       | DVD   | 2020     |
| CC | Usses et Rhône                        | Paul Rannard          |       | LR    | 2017     |
| CC | Vallée de Chamonix-Mont-Blanc         | Éric Fournier         |       | DVD   | 2009     |
| CC | Vallée Verte                          | Jean-Paul Musard      |       | DVD   | 2020     |
| CC | Vallées de Thônes                     | Gérard Fournier-Bidoz |       | DVG   | 2014     |

### Maires
| Commune                  | Maire                 |  | Parti | Élection | Population |
| ------------------------ | --------------------- |  | ----- | -------- | ---------- |
| Ambilly                  | Guillaume Mathelier   |  | PS    | 2008     | 6 269      |
| Annecy                   | François Astorg       |  | DVÉ   | 2020     | 131 272    |
| Annemasse                | Christian Dupessey    |  | PS    | 2015     | 37 595     |
| Bonneville               | Stéphane Valli        |  | LR    | 2015     | 13 320     |
| Bons-en-Chablais         | Olivier Jacquier      |  | SE    | 2020     | 6 120      |
| Chamonix-Mont-Blanc      | Éric Fournier         |  | UDI   | 2008     | 8 673      |
| Cluses                   | Jean-Philippe Mas     |  | DVD   | 2017     | 17 366     |
| Cranves-Sales            | Bernard Boccard       |  | LR    | 2008     | 7 476      |
| Cruseilles               | Sylvie Mermillod      |  | DVD   | 2020     | 5 058      |
| Douvaine                 | Claire Chuinard       |  | DVC   | 2020     | 6 788      |
| Epagny Metz-Tessy        | Roland Daviet         |  | DVD   | 2016     | 8 642      |
| Évian-les-Bains          | Josiane Lei           |  | LR    | 2018     | 9 224      |
| Faverges-Seythenex       | Jacques Dalex         |  | DVG   | 2020     | 7 540      |
| Fillière                 | Christian Anselme     |  | DVD   | 2017     | 9 812      |
| Gaillard                 | Jean-Paul Bosland     |  | DVD   | 2014     | 11 054     |
| La Balme-de-Sillingy     | Séverine Mugnier      |  | DVD   | 2020     | 5 215      |
| La Roche-sur-Foron       | Pierrick Ducimetière  |  | DVD   | 2022     | 11 239     |
| Marignier                | Christophe Pery       |  | DVC   | 2020     | 6 432      |
| Marnaz                   | Chantal Vannson       |  | DVD   | 2017     | 5 920      |
| Passy                    | Raphaël Castéra       |  | DVG   | 2020     | 10 852     |
| Poisy                    | Pierre Bruyère        |  | LR    | 1989     | 9 032      |
| Publier                  | Jacques Grandchamp    |  | DVD   | 2020     | 7 793      |
| Reignier-Ésery           | Lucas Pugin           |  | DVD   | 2021     | 8 112      |
| Rumilly                  | Christian Dulac       |  | SE    | 2023     | 16 082     |
| Saint-Gervais-les-Bains  | Jean-Marc Peillex     |  | UDI   | 2001     | 5 678      |
| Saint-Jorioz             | Michel Beal           |  | DVD   | 2008     | 6 344      |
| Saint-Julien-en-Genevois | Véronique Le Cauchois |  | PS    | 2020     | 15 925     |
| Saint-Pierre-en-Faucigny | Marin Gaillard        |  | DVD   | 1995     | 7 848      |
| Sallanches               | Georges Morand        |  | LR    | 2001     | 17 041     |
| Sciez                    | Cyril Demolis         |  | DVD   | 2020     | 6 317      |
| Scionzier                | Stéphane Pépin        |  | DVD   | 2020     | 9 074      |
| Sillingy                 | Yvan Sonnerat         |  | DVD   | 2014     | 5 652      |
| Thônes                   | Pierre Bibollet       |  | UDI   | 2014     | 6 654      |
| Thonon-les-Bains         | Christophe Arminjon   |  | DVD   | 2020     | 37 689     |
| Thyez                    | Fabrice Gyselinck     |  | DVD   | 2020     | 6 344      |
| Valleiry                 | Alban Magnin          |  | UDI   | 2020     | 5 090      |
| Vétraz-Monthoux          | Patrick Antoine       |  | DVD   | 2020     | 10 412     |
| Ville-la-Grand           | Nadine Jacquier       |  | DVD   | 2016     | 9 196      |
| Viry                     | Laurent Chevalier     |  | SE    | 2020     | 5 625      |

Plusieurs communes ont vu un changement de premier édile en cours de mandat :

Maires des 279 communes de la Haute-Savoie,
A

Carte des 279 communes de la Haute-Savoie au 1er janvier 2019.

- Abondance : Paul Girard-Despraulex
- Alby-sur-Chéran : Jean-Claude Martin
- Alex : Catherine Haueter
- Allèves : Noëlle Delorme
- Allinges : François Deville
- Allonzier-la-Caille : Jean-Pierre Cauquoz
- Amancy : Dominique Doldo
- Ambilly : Guillaume Mathelier
- Andilly : Vincent Humbert
- Annecy : François Astorg
- Annemasse : Christian Dupessey
- Anthy-sur-Léman : Isabelle Asni-Duchêne
- Arâches-la-Frasse : Jean-Paul Constant
- Arbusigny : Régine Rémillon
- Archamps : Anne Riesen
- Arenthon : Chantal Coudurier
- Argonay : Gilles François
- Armoy : Patrick Bernard
- Arthaz-Pont-Notre-Dame : Régine Mayoraz
- Ayze : Jean-Pierre Mermin

B
- Ballaison : Christophe Songeon
- Bassy : Rémi Poncet
- Beaumont : Marc Genoud
- Bellevaux : Jean-Louis Vuagnoux
- Bernex : Pierre-André Jacquier
- Bloye : Patrick Dumont
- Bluffy : Olivier Trimbur
- Boëge : Fabienne Scherrer
- Bogève : Patrick Chardon
- Bonne : Yves Cheminal
- Bonnevaux : Gérard Colomer
- Bonneville : Stéphane Valli
- Bons-en-Chablais : Olivier Jacquier
- Bossey : Jean-Luc Pecorini
- Boussy : Sylvia Roupioz
- Brenthonne : Michel Burgnard
- Brison : Didier Layat
- Burdignin : Pierre Chautemps

C
- Cercier : Patrice Primault
- Cernex : Vincent Tissot
- Cervens : Gil Thomas
- Chainaz-les-Frasses : Gilles Viviant
- Challonges : Sophie Colas
- Chamonix-Mont-Blanc : Éric Fournier
- Champanges : Renato Gobber
- Chapeiry : Gilles Ardin
- Charvonnex : Jean-François Gimbert
- Châtel : Nicolas Rubin
- Châtillon-sur-Cluses : Cyril Cathelineau
- Chaumont : André-Gilles Chatagnat
- Chavannaz : Alain Camp
- Chavanod : Franck Bogey
- Chêne-en-Semine : Paul Rannard
- Chênex : Pierre-Jean Crastes
- Chens-sur-Léman : Pascale Moriaud
- Chessenaz : Philippe Jacqueson
- Chevaline : Michèle Domenge-Chenal
- Chevenoz : Karole Di Gléria
- Chevrier : Agnès Cuzin
- Chilly : Emmanuel Georges
- Choisy : Yves Guillotte
- Clarafond-Arcine : Sylvie Taragon
- Clermont : Christian Vermelle
- Cluses : Jean-Philippe Mas
- Collonges-sous-Salève : Valérie Thoret-Mairesse
- Combloux : Claude Chambel
- Contamine-Sarzin : Georges Canicatti
- Contamine-sur-Arve : Aline Watt-Chevallier
- Copponex : Julian Martinez
- Cordon : Jacques Zirnhelt
- Cornier : Michel Roux
- Cranves-Sales : Bernard Boccard
- Crempigny-Bonneguête : Alain Rolland
- Cruseilles : Sylvie Mermillod
- Cusy : Patricia Mermoz
- Cuvat : Julie Montcouquiol

D
- Demi-Quartier : Stéphane Allard
- Desingy : André Bouchet
- Dingy-en-Vuache : Éric Rosay
- Dingy-Saint-Clair : Laurence Audette
- Domancy : Serge Revenaz
- Doussard : Marielle Juilien
- Douvaine : Claire Chuinard
- Draillant : Pascal Genoud
- Droisy : Jean-Paul Forestier
- Duingt : Marc Rollin

E
- Éloise : Didier Clerc
- Entrevernes : Karine Leroy[26]
- Epagny Metz-Tessy : Roland Daviet
- Essert-Romand : Jean-François Muffat
- Eteaux : David Ratsimba
- Étercy : Patrick Bastian
- Étrembières : Anny Martin
- Évian-les-Bains : Josiane Lei
- Excenevex : Chrystelle Beurrier

F
- Faucigny : Barthélémy Gonzalez-Rodriguez
- Faverges-Seythenex : Jacques Dalex
- Feigères : Myriam Grats
- Fessy : Patrick Condevaux
- Féternes : Maxime Julliard
- Fillière : Christian Anselme
- Fillinges : Bruno Forel
- Franclens : Jean-Louis Magnin
- Frangy : David Banant[27]

G
- Gaillard : Jean-Paul Bosland
- Giez : Marc Paget
- Glières-Val-de-Borne : Christophe Fournier
- Groisy : Henri Chaumontet
- Gruffy : Marie-Luce Perdrix

H
- Habère-Lullin : Laurent Desbiolles
- Habère-Poche : Vincent Letondal
- Hauteville-sur-Fier : Roland Lombard
- Héry-sur-Alby : Jacques Archinard

J
- Jonzier-Épagny : Michel Mermin
- Juvigny : Denis Maire

L
- La Balme-de-Sillingy : Séverine Mugnier
- La Balme-de-Thuy : Pierre Barrucand
- La Baume : Jean-François Menoud
- La Chapelle-d'Abondance : Gérald David-Cruz
- La Chapelle-Rambaud : Matthieu Bach
- La Chapelle-Saint-Maurice : Michel Mugnier-Pollet
- La Clusaz : Didier Thévenet
- La Côte-d'Arbroz : Sophie Muffat
- La Forclaz : Maryse Grenat
- La Muraz : Nadine Périnet
- La Rivière-Enverse : Sylvie Andres
- La Roche-sur-Foron : Pierrick Ducimetière
- La Tour : Daniel Revuz
- La Vernaz : Laurent Hauteville
- Larringes : Jean-René Bouron
- Lathuile : Hervé Bourne
- Le Biot : Henri-Victor Tournier
- Le Bouchet-Mont-Charvin : Franck Paccard
- Le Grand-Bornand : André Perrillat-Amédé
- Le Lyaud : Joseph Déage
- Le Reposoir : Marie-Pierre Pernat
- Le Sappey : Pierre Gal
- Les Clefs : Sébastien Briand
- Les Contamines-Montjoie : François Barbier
- Les Gets : Henri Anthonioz
- Les Houches : Ghislaine Bossonney
- Les Villards-sur-Thônes : Gérard Fournier-Bidoz
- Leschaux : Catherine Bouvier
- Loisin : Laetitia Venner
- Lornay : Laurence Kennel
- Lovagny : Henri Carelli
- Lucinges : Jean-Luc Soulat
- Lugrin : Jacques Burnet
- Lullin : Alain Degenève
- Lully : René Girard

M
- Machilly : Pauline Plagnat-Cantoreggi
- Magland : Johann Ravailler
- Manigod : Stéphane Chausson
- Marcellaz : Luc Patois
- Marcellaz-Albanais : Jean-Pierre Lacombe
- Margencel : Patrick Bondaz
- Marignier : Christophe Pery
- Marigny-Saint-Marcel : Jean-Pierre Favre
- Marin : Pascal Chessel
- Marlioz : Vincent Dutoit
- Marnaz : Chantal Vannson
- Massingy : Jean-Michel Blocman
- Massongy : Sandrine Grillet-Deturche
- Maxilly-sur-Léman : Daniel Magnin
- Megève : Catherine Jullien-Brèches
- Mégevette : Max Meynet-Cordonnier
- Meillerie : Laurent Pertuiset
- Menthon-Saint-Bernard : Antoine de Menthon
- Menthonnex-en-Bornes : Guy Demolis
- Menthonnex-sous-Clermont : Florence Pozzo puis Didier Galmiche
- Mésigny : Sylvie Le Roux
- Messery : Serge Bel
- Mieussy : Régis Forestier
- Minzier : Jérémie Courlet
- Monnetier-Mornex : Raphaël Cesana
- Mont-Saxonnex : Frédéric Caul-Futy
- Montagny-les-Lanches : Monique Pimonow
- Montriond : Jean-Claude Denné
- Morillon : Simon Beerens-Bettex
- Morzine : Fabien Trombert
- Moye : Martine Vibert
- Mûres : David Dubosson
- Musièges : Pascal Coulloux

N
- Nancy-sur-Cluses : Alain Roux
- Nangy : Laurent Favre
- Nâves-Parmelan : Christophe Poncet
- Nernier : Marie-Pierre Berthier
- Neuvecelle : Anne-Cécile Violland
- Neydens : Carole Vincent
- Nonglard : Christophe Guitton
- Novel : Corinne Delot

O
- Onnion : Allain Berthier
- Orcier : Catherine Martinerie-Détraz

P
- Passy : Raphaël Castéra
- Peillonnex : Christian Raimbault
- Perrignier : Claude Manillier
- Pers-Jussy : Isabelle Roguet
- Poisy : Pierre Bruyère
- Praz-sur-Arly : Yann Jaccaz
- Présilly : Nicolas Duperret
- Publier : Jacques Grandchamp

Q
- Quintal : Patrick Bosson

R
- Reignier-Ésery : Lucas Pugin
- Reyvroz : Gérald Lombard
- Rumilly : Christian Dulac

S
- Saint-André-de-Boëge : Jean-François Bosson
- Saint-Blaise : Christine Megevand
- Saint-Cergues : Gabriel Doublet
- Saint-Eusèbe : Jean-François Périssoud
- Saint-Eustache : Jean-Pascal Albran
- Saint-Félix : Alain Bauquis
- Saint-Ferréol : Philippe Prud'Homme
- Saint-Germain-sur-Rhône : Alain Lambert
- Saint-Gervais-les-Bains : Jean-Marc Peillex
- Saint-Gingolph : Géraldine Pflieger
- Saint-Jean-d'Aulps : William Chalençon
- Saint-Jean-de-Sixt : Didier Lathuille
- Saint-Jean-de-Tholome : Sabrina Bertrand
- Saint-Jeoire : Antoine Valentin
- Saint-Jorioz : Michel Beal
- Saint-Julien-en-Genevois : Véronique Le Cauchois
- Saint-Laurent : Boris Avouac
- Saint-Paul-en-Chablais : Bruno Gillet
- Saint-Pierre-en-Faucigny : Marin Gaillard
- Saint-Sigismond : Éric Missillier
- Saint-Sixt : Jean-Claude Harmand
- Saint-Sylvestre : délégation spéciale[28]
- Sales : Yohann Tranchant
- Sallanches : Georges Morand
- Sallenôves : Maly Sbaffo
- Samoëns : Jean-Charles Mogenet
- Savigny : Béatrice Fol
- Saxel : Frédéric Guiberti
- Scientrier : Daniel Barbier
- Sciez : Cyril Demolis
- Scionzier : Stéphane Pépin
- Serraval : Philippe Roisine
- Servoz : Nicolas Evrard
- Sevrier : Bruno Lyonnaz
- Seyssel : Gérard Lambert
- Seytroux : Jean-Claude Morand
- Sillingy : Yvan Sonnerat
- Sixt-Fer-à-Cheval : Stéphane Bouvet

T
- Talloires-Montmin : Didier Sarda
- Taninges : Gilles Péguet
- Thollon-les-Mémises : Régis Bened
- Thônes : Pierre Bibollet
- Thonon-les-Bains : Christophe Arminjon
- Thusy : Joël Mugnier
- Thyez : Fabrice Gyselinck

U
- Usinens : François Sève

V
- Vacheresse : Ange Médori
- Vailly : Yannick Trabichet
- Val de Chaise : Sébastien Scherma
- Valleiry : Alban Magnin
- Vallières-sur-Fier : François Ravoire
- Vallorcine : Jérémy Vallas
- Vanzy : Jean-Yves Machard
- Vaulx : Isabelle Vendrasco
- Veigy-Foncenex : Catherine Bastard
- Verchaix : Joël Vaudey
- Vers : Joëlle Lavorel
- Versonnex : Marie Givel
- Vétraz-Monthoux : Patrick Antoine
- Veyrier-du-Lac : Thomas Terrier
- Villard : Pierrick Dufourd
- Villaz : Christian Martinod
- Ville-en-Sallaz : Laurette Cheneval
- Ville-la-Grand : Nadine Jacquier
- Villy-le-Bouveret : Jean-Marc Bouchet
- Villy-le-Pelloux : Charlotte Boettner
- Vinzier : Marie-Pierre Girard
- Viry : Laurent Chevalier
- Viuz-en-Sallaz : Pascal Pochat-Baron
- Viuz-la-Chiésaz : François Lavigne-Delville
- Vougy : Yves Massarotti
- Vovray-en-Bornes : Xavier Brand
- Vulbens : Florent Benoit

Y
- Yvoire : Jean-François Kung

Entre 2014 et 2020, le nombre de communes haut-savoyardes est passé de 302 à 279, à la suite de la création de huit communes nouvelles qui regroupent 23 communes déléguées. La plupart d'entre elles élit un maire délégué.
- Annecy : Chantale Farmer[29]
- Annecy-le-Vieux : Odile Ceriati-Mauris[29]
- Aviernoz : Claude Jacob
- Cons-Sainte-Colombe : Sébastien Scherma
- Cran-Gevrier : Yannis Sauty[29]
- Évires : Christine Dupont
- Les Ollières : Jean-Paul Bévillard
- Marlens : Michel Luciani
- Meythet : Pierre-Louis Massein[29]
- Montmin : Olivier Mouzin
- Pringy : Xavier Osternaud[29]
- Saint-Martin-Bellevue : Christian Rophille
- Seynod : Olivier Barry[29]
- Talloires : Bettina Garberoglio
- Thorens-Glières : Christian Anselme

Ce n'est pas le cas des anciennes communes d'Entremont, Épagny, Faverges, Le Petit-Bornand-les-Glières, Metz-Tessy, Seythenex, Val-de-Fier et Vallières.

## Résultats électoraux

### Élections présidentielles
- Élection présidentielle de 2022 :

|                          |                                               | Premier tour 10 avril 2022 | Premier tour 10 avril 2022       | Second tour 24 avril 2022 | Second tour 24 avril 2022        |
|                          |                                               | Nombre                     | % des inscrits                   | Nombre                    | % des inscrits                   |
| Inscrits                 | Inscrits                                      | -                          | 100,00                           | -                         | 100,00                           |
| Abstentions              | Abstentions                                   | -                          | -                                | -                         | -                                |
| Votants                  | Votants                                       | -                          | -                                | -                         | -                                |
|                          |                                               |                            | % des votants                    |                           | % des votants                    |
| Bulletins blancs         | Bulletins blancs                              | -                          | -                                | -                         | -                                |
| Bulletins nuls           | Bulletins nuls                                | -                          | -                                | -                         | -                                |
| Suffrages exprimés       | Suffrages exprimés                            | -                          | -                                | -                         | -                                |
|                          |                                               |                            |                                  |                           |                                  |
| Candidat Parti politique | Candidat Parti politique                      | Voix                       | % des exprimés Différence France | Voix                      | % des exprimés Différence France |
|                          | Nathalie Arthaud Lutte ouvrière               | -                          | -                                |                           |                                  |
|                          | Fabien Roussel Parti communiste français      | -                          | -                                |                           |                                  |
|                          | Emmanuel Macron La République en marche       | -                          | -                                |                           |                                  |
|                          | Jean Lassalle Résistons                       | -                          | -                                |                           |                                  |
|                          | Marine Le Pen Rassemblement national          | -                          | -                                |                           |                                  |
|                          | Éric Zemmour Reconquête                       | -                          | -                                |                           |                                  |
|                          | Jean-Luc Mélenchon La France insoumise        | -                          | -                                |                           |                                  |
|                          | Anne Hidalgo Parti socialiste                 | -                          | -                                |                           |                                  |
|                          | Yannick Jadot Europe Écologie Les Verts       | -                          | -                                |                           |                                  |
|                          | Valérie Pécresse Les Républicains             | -                          | -                                |                           |                                  |
|                          | Philippe Poutou Nouveau Parti anticapitaliste | -                          | -                                |                           |                                  |
|                          | Nicolas Dupont-Aignan Debout la France        | -                          | -                                |                           |                                  |
| Source :                 |                                               |                            |                                  |                           |                                  |

- Élection présidentielle de 2017 :

|                                                  |                                                  | Premier tour 23 avril 2017 | Premier tour 23 avril 2017 | Second tour 7 mai 2017 | Second tour 7 mai 2017 |
|                                                  |                                                  | Nombre                     | % des inscrits             | Nombre                 | % des inscrits         |
| Inscrits                                         | Inscrits                                         | 540 033                    | 100,00                     | 538 007                | 100,00                 |
| Abstentions                                      | Abstentions                                      | 116 275                    | 21,53                      | 127 636                | 23,72                  |
| Votants                                          | Votants                                          | 423 758                    | 78,47                      | 410 371                | 76,28                  |
|                                                  |                                                  |                            | % des votants              |                        | % des votants          |
| Bulletins blancs                                 | Bulletins blancs                                 | 7 765                      | 1,83                       | 37 350                 | 9,10                   |
| Bulletins nuls                                   | Bulletins nuls                                   | 2 495                      | 0,59                       | 10 077                 | 2,46                   |
| Suffrages exprimés                               | Suffrages exprimés                               | 413 498                    | 97,58                      | 362 944                | 88,44                  |
|                                                  |                                                  |                            |                            |                        |                        |
| Candidat Parti politique                         | Candidat Parti politique                         | Voix                       | % des exprimés             | Voix                   | % des exprimés         |
|                                                  | François Fillon Les Républicains                 | 105 057                    | 25,41                      |                        |                        |
|                                                  | Emmanuel Macron En marche !                      | 100 174                    | 24,23                      | 249 198                | 68,66                  |
|                                                  | Marine Le Pen Front national                     | 77 919                     | 18,84                      | 113 746                | 31,34                  |
|                                                  | Jean-Luc Mélenchon La France insoumise           | 67 079                     | 16,22                      |                        |                        |
|                                                  | Nicolas Dupont-Aignan Debout la France           | 24 785                     | 5,99                       |                        |                        |
|                                                  | Benoît Hamon Parti socialiste                    | 21 805                     | 5,27                       |                        |                        |
|                                                  | François Asselineau Union populaire républicaine | 5 021                      | 1,21                       |                        |                        |
|                                                  | Jean Lassalle Résistons                          | 4 649                      | 1,12                       |                        |                        |
|                                                  | Philippe Poutou Nouveau Parti anticapitaliste    | 4 263                      | 1,03                       |                        |                        |
|                                                  | Nathalie Arthaud Lutte ouvrière                  | 1 919                      | 0,46                       |                        |                        |
|                                                  | Jacques Cheminade Solidarité et progrès          | 827                        | 0,20                       |                        |                        |
| Source : Ministère de l'Intérieur - Haute-Savoie |                                                  |                            |                            |                        |                        |

- Élection présidentielle de 2012 :

|                                                  | Eva Joly Europe Écologie Les Verts                | 14 446  | 3,59   |         |        |
|                                                  | Marine Le Pen Front national                      | 66 583  | 16,56  |         |        |
|                                                  | Nicolas Sarkozy Union pour un mouvement populaire | 136 946 | 34,06  | 232 928 | 60,10  |
|                                                  | Jean-Luc Mélenchon Front de gauche                | 37 117  | 9,23   |         |        |
|                                                  | Philippe Poutou Nouveau Parti anticapitaliste     | 4 514   | 1,12   |         |        |
|                                                  | Nathalie Arthaud Lutte ouvrière                   | 1 793   | 0,45   |         |        |
|                                                  | Jacques Cheminade Solidarité et progrès           | 1 242   | 0,31   |         |        |
|                                                  | François Bayrou Mouvement démocrate               | 47 547  | 11,83  |         |        |
|                                                  | Nicolas Dupont-Aignan Debout la République        | 9 345   | 2,32   |         |        |
|                                                  | François Hollande Parti socialiste                | 82 482  | 20,52  | 154 622 | 39,90  |
|                                                  |                                                   |         |        |         |        |
| Inscrits                                         | Inscrits                                          | 504 674 | 100,00 | 504 553 | 100,00 |
| Abstentions                                      | Abstentions                                       | 95 316  | 18,89  | 94 000  | 18,63  |
| Votants                                          | Votants                                           | 409 358 | 81,11  | 410 553 | 81,37  |
| Blancs et nuls                                   | Blancs et nuls                                    | 7 343   | 1,79   | 23 003  | 5,60   |
| Exprimés                                         | Exprimés                                          | 402 015 | 98,21  | 387 550 | 94,40  |
| Source : Ministère de l'Intérieur - Haute-Savoie |                                                   |         |        |         |        |

- Élection présidentielle de 2007 :

|                                                  | François Bayrou Union pour la démocratie française   | 88 107  | 22,09  |         |        |
|                                                  | Olivier Besancenot Ligue communiste révolutionnaire  | 11 944  | 2,99   |         |        |
|                                                  | José Bové Sans étiquette                             | 7 020   | 1,76   |         |        |
|                                                  | Marie-George Buffet Gauche populaire et antilibérale | 3 808   | 0,95   |         |        |
|                                                  | Arlette Laguiller Lutte ouvrière                     | 3 786   | 0,95   |         |        |
|                                                  | Jean-Marie Le Pen Front national                     | 38 776  | 9,72   |         |        |
|                                                  | Frédéric Nihous Chasse, pêche, nature et traditions  | 2 823   | 0,71   |         |        |
|                                                  | Ségolène Royal Parti socialiste                      | 74 808  | 18,75  | 141 582 | 36,96  |
|                                                  | Nicolas Sarkozy Union pour un mouvement populaire    | 149 415 | 37,45  | 241 466 | 63,04  |
|                                                  | Gérard Schivardi Parti des travailleurs              | 1 055   | 0,26   |         |        |
|                                                  | Philippe de Villiers Mouvement pour la France        | 8 573   | 2,15   |         |        |
|                                                  | Dominique Voynet Les Verts                           | 8 817   | 2,21   |         |        |
|                                                  |                                                      |         |        |         |        |
| Inscrits                                         | Inscrits                                             | 472 822 | 100,00 | 472 858 | 100,00 |
| Abstentions                                      | Abstentions                                          | 68 766  | 14,54  | 72 615  | 15,36  |
| Votants                                          | Votants                                              | 404 056 | 85,46  | 400 243 | 84,64  |
| Blancs ou nuls                                   | Blancs ou nuls                                       | 5 124   | 1,27   | 17 195  | 4,30   |
| Exprimés                                         | Exprimés                                             | 398 932 | 98,73  | 383 048 | 95,70  |
| Source : Ministère de l'Intérieur - Haute-Savoie |                                                      |         |        |         |        |

- Élection présidentielle de 2002 :

|                                                  | Bruno Mégret Mouvement national républicain          | 6 929   | 2,34   |         |        |
|                                                  | Corinne Lepage Cap21                                 | 9 400   | 3,18   |         |        |
|                                                  | Daniel Gluckstein Parti des travailleurs             | 1 221   | 0,41   |         |        |
|                                                  | François Bayrou Union pour la démocratie française   | 24 572  | 8,30   |         |        |
|                                                  | Jacques Chirac Rassemblement pour la République      | 55 176  | 18,64  | 262 567 | 81,80  |
|                                                  | Jean-Marie Le Pen Front national                     | 61 547  | 20,79  | 58 417  | 18,20  |
|                                                  | Christiane Taubira Parti radical de gauche           | 6 325   | 2,14   |         |        |
|                                                  | Jean Saint-Josse Chasse, pêche, nature et traditions | 6 705   | 2,26   |         |        |
|                                                  | Noël Mamère Les Verts                                | 21 431  | 7,24   |         |        |
|                                                  | Lionel Jospin Parti socialiste                       | 33 776  | 11,41  |         |        |
|                                                  | Christine Boutin Forum des républicains sociaux      | 4 250   | 1,44   |         |        |
|                                                  | Robert Hue Parti communiste français                 | 5 105   | 1,72   |         |        |
|                                                  | Jean-Pierre Chevènement Mouvement des citoyens       | 16 785  | 5,67   |         |        |
|                                                  | Alain Madelin Démocratie libérale                    | 18 182  | 6,14   |         |        |
|                                                  | Arlette Laguiller Lutte ouvrière                     | 13 380  | 4,52   |         |        |
|                                                  | Olivier Besancenot Ligue communiste révolutionnaire  | 11 268  | 3,81   |         |        |
|                                                  |                                                      |         |        |         |        |
| Inscrits                                         | Inscrits                                             | 421 449 | 100,00 | 421 167 | 100,00 |
| Abstentions                                      | Abstentions                                          | 115 057 | 27,30  | 83 665  | 19,87  |
| Votants                                          | Votants                                              | 306 392 | 72,70  | 337 502 | 80,13  |
| Blancs ou nuls                                   | Blancs ou nuls                                       | 10 340  | 3,37   | 16 518  | 4,89   |
| Exprimés                                         | Exprimés                                             | 296 052 | 96,63  | 320 984 | 95,11  |
| Source : Ministère de l'Intérieur - Haute-Savoie |                                                      |         |        |         |        |

- Élection présidentielle de 1995 :

|                                        | Philippe de Villiers Mouvement pour la France             | 16 087  | 5,39   |         |        |
|                                        | Jean-Marie Le Pen Front national                          | 49 055  | 16,43  |         |        |
|                                        | Jacques Chirac Rassemblement pour la République           | 59 826  | 20,04  | 179 125 | 61,96  |
|                                        | Arlette Laguiller Lutte ouvrière                          | 14 656  | 4,91   |         |        |
|                                        | Jacques Cheminade Fédération pour une nouvelle solidarité | 871     | 0,29   |         |        |
|                                        | Lionel Jospin Parti socialiste                            | 55 312  | 18,53  | 109 963 | 38,04  |
|                                        | Dominique Voynet Les Verts                                | 13 849  | 4,64   |         |        |
|                                        | Édouard Balladur Rassemblement pour la République diss.   | 73 852  | 24,74  |         |        |
|                                        | Robert Hue Parti communiste français                      | 15 007  | 5,03   |         |        |
|                                        |                                                           |         |        |         |        |
| Inscrits                               | Inscrits                                                  | 385 732 | 100,00 | 385 590 | 100,00 |
| Abstentions                            | Abstentions                                               | 78 535  | 20,36  | 77 545  | 20,11  |
| Votants                                | Votants                                                   | 307 197 | 79,64  | 308 045 | 79,89  |
| Blancs ou nuls                         | Blancs ou nuls                                            | 8 682   | 2,83   | 18 957  | 6,15   |
| Exprimés                               | Exprimés                                                  | 298 515 | 97,17  | 289 088 | 93,85  |
| Source : Politiquemania - Haute-Savoie |                                                           |         |        |         |        |

- Élection présidentielle de 1988 :

|                                        | Raymond Barre Union pour la démocratie française        | 60 556  | 22,82  |         |        |
|                                        | Pierre Juquin Communiste rénovateur                     | 4 305   | 1,62   |         |        |
|                                        | Jean-Marie Le Pen Front national                        | 41 067  | 15,47  |         |        |
|                                        | Jacques Chirac Rassemblement pour la République         | 59 765  | 22,52  | 153 372 | 56,35  |
|                                        | François Mitterrand Parti socialiste                    | 72 066  | 27,16  | 118 823 | 43,65  |
|                                        | Pierre Boussel Mouvement pour un parti des travailleurs | 899     | 0,34   |         |        |
|                                        | Antoine Waechter Les Verts                              | 14 294  | 5,39   |         |        |
|                                        | Arlette Laguiller Lutte ouvrière                        | 3 910   | 1,47   |         |        |
|                                        | André Lajoinie Parti communiste français                | 8 520   | 3,21   |         |        |
|                                        |                                                         |         |        |         |        |
| Inscrits                               | Inscrits                                                | 336 725 | 100,00 | 336 653 | 100,00 |
| Abstentions                            | Abstentions                                             | 66 537  | 19,76  | 54 847  | 16,29  |
| Votants                                | Votants                                                 | 270 188 | 80,24  | 281 806 | 83,71  |
| Blancs ou nuls                         | Blancs ou nuls                                          | 4 806   | 1,78   | 9 611   | 3,41   |
| Exprimés                               | Exprimés                                                | 265 382 | 98,22  | 272 195 | 96,59  |
| Source : Politiquemania - Haute-Savoie |                                                         |         |        |         |        |

- Élection présidentielle de 1981 :

|                                        | Arlette Laguiller Lutte ouvrière                   | 4 845   | 2,10   |         |        |
|                                        | Marie-France Garaud Divers droite gaulliste        | 4 362   | 1,89   |         |        |
|                                        | Michel Crépeau Mouvement des radicaux de gauche    | 5 136   | 2,22   |         |        |
|                                        | Huguette Bouchardeau Parti socialiste unifié       | 3 245   | 1,40   |         |        |
|                                        | Brice Lalonde Mouvement d'écologie politique       | 12 238  | 5,30   |         |        |
|                                        | François Mitterrand Parti socialiste               | 53 879  | 23,33  | 109 596 | 44,22  |
|                                        | Valéry Giscard d'Estaing Républicains indépendants | 72 615  | 31,44  | 138 232 | 55,78  |
|                                        | Georges Marchais Parti communiste français         | 21 354  | 9,25   |         |        |
|                                        | Michel Debré Divers droite gaulliste               | 5 794   | 2,51   |         |        |
|                                        | Jacques Chirac Rassemblement pour la République    | 47 499  | 20,57  |         |        |
|                                        |                                                    |         |        |         |        |
| Inscrits                               | Inscrits                                           | 302 034 | 100,00 | 301 618 | 100,00 |
| Abstentions                            | Abstentions                                        | 67 274  | 22,27  | 45 782  | 15,18  |
| Votants                                | Votants                                            | 234 760 | 77,73  | 255 836 | 84,82  |
| Blancs ou nuls                         | Blancs ou nuls                                     | 3 793   | 1,62   | 8 008   | 3,13   |
| Exprimés                               | Exprimés                                           | 230 967 | 98,38  | 247 828 | 96,87  |
| Source : Politiquemania - Haute-Savoie |                                                    |         |        |         |        |

- Élection présidentielle de 1974 :

|                                        | Jacques Chaban-Delmas Union des démocrates pour la République | 25 357  | 13,31  |         |        |
|                                        | René Dumont Écologiste                                        | 3 658   | 1,92   |         |        |
|                                        | Valéry Giscard d'Estaing Républicains indépendants            | 78 177  | 41,02  | 118 242 | 59,40  |
|                                        | Guy Héraud Fédéraliste européen                               | 143     | 0,08   |         |        |
|                                        | Alain Krivine Ligue communiste révolutionnaire                | 596     | 0,31   |         |        |
|                                        | Arlette Laguiller Lutte ouvrière                              | 4 297   | 2,25   |         |        |
|                                        | Jean-Marie Le Pen Front national                              | 1 495   | 0,78   |         |        |
|                                        | François Mitterrand Parti socialiste                          | 68 405  | 35,90  | 80 829  | 40,60  |
|                                        | Émile Muller Mouvement démocrate-socialiste de France         | 1 262   | 0,66   |         |        |
|                                        | Bertrand Renouvin Nouvelle Action royaliste                   | 396     | 0,21   |         |        |
|                                        | Jean Royer Divers droite                                      | 6 491   | 3,41   |         |        |
|                                        | Jean-Claude Sebag Mouvement fédéraliste européen              | 290     | 0,15   |         |        |
|                                        |                                                               |         |        |         |        |
| Inscrits                               | Inscrits                                                      | 232 319 | 100,00 | 232 277 | 100,00 |
| Abstentions                            | Abstentions                                                   | 40 251  | 17,33  | 30 766  | 13,25  |
| Votants                                | Votants                                                       | 192 068 | 82,67  | 201 511 | 86,75  |
| Blancs ou nuls                         | Blancs ou nuls                                                | 1 501   | 0,78   | 2 440   | 1,21   |
| Exprimés                               | Exprimés                                                      | 190 567 | 99,22  | 199 071 | 98,79  |
| Source : Politiquemania - Haute-Savoie |                                                               |         |        |         |        |

- Élection présidentielle de 1969 :

|                                        | Gaston Defferre Section française de l'Internationale ouvrière | 6 202   | 4,01   |         |        |
|                                        | Louis Ducatel Radical-socialiste indépendant                   | 2 269   | 1,47   |         |        |
|                                        | Jacques Duclos Parti communiste français                       | 23 164  | 14,97  |         |        |
|                                        | Alain Krivine Ligue communiste                                 | 1 716   | 1,11   |         |        |
|                                        | Alain Poher Centre démocrate                                   | 43 179  | 27,90  | 60 276  | 42,56  |
|                                        | Georges Pompidou Union pour la défense de la République        | 72 891  | 47,09  | 81 360  | 57,44  |
|                                        | Michel Rocard Parti socialiste unifié                          | 5 362   | 3,46   |         |        |
|                                        |                                                                |         |        |         |        |
| Inscrits                               | Inscrits                                                       | 212 622 | 100,00 | 212 568 | 100,00 |
| Abstentions                            | Abstentions                                                    | 56 141  | 26,40  | 64 404  | 30,30  |
| Votants                                | Votants                                                        | 156 481 | 73,60  | 148 164 | 69,70  |
| Blancs ou nuls                         | Blancs ou nuls                                                 | 1 698   | 1,09   | 6 528   | 4,41   |
| Exprimés                               | Exprimés                                                       | 154 783 | 98,91  | 141 636 | 95,59  |
| Source : Politiquemania - Haute-Savoie |                                                                |         |        |         |        |

- Élection présidentielle de 1965 :

|                                        | Marcel Barbu Divers gauche                                    | 2 042   | 1,24   |         |        |
|                                        | Charles de Gaulle Union pour la nouvelle République           | 78 809  | 47,84  | 102 642 | 63,52  |
|                                        | Jean Lecanuet Mouvement républicain populaire                 | 32 786  | 19,90  |         |        |
|                                        | Pierre Marcilhacy Parti libéral européen                      | 2 918   | 1,77   |         |        |
|                                        | François Mitterrand Convention des institutions républicaines | 41 513  | 25,20  | 58 941  | 36,48  |
|                                        | Jean-Louis Tixier-Vignancour Comités Tixier-Vignancour        | 6 667   | 4,05   |         |        |
|                                        |                                                               |         |        |         |        |
| Inscrits                               | Inscrits                                                      | 201 066 | 100,00 | 201 024 | 100,00 |
| Abstentions                            | Abstentions                                                   | 35 212  | 17,51  | 34 659  | 17,24  |
| Votants                                | Votants                                                       | 165 854 | 82,49  | 166 365 | 82,76  |
| Blancs ou nuls                         | Blancs ou nuls                                                | 1 119   | 0,67   | 4 782   | 2,87   |
| Exprimés                               | Exprimés                                                      | 164 735 | 99,33  | 161 583 | 97,13  |
| Source : Politiquemania - Haute-Savoie |                                                               |         |        |         |        |

### Élections européennes
- Élections européennes de 2024 :

|                                                  | Pour une humanité souveraine Changement citoyen |  | 1      |
|                                                  | Pour une démocratie réelle : décidons nous-mêmes ! Décidons nous-mêmes ! |  | 2      |
|                                                  | La France fière, menée par Marion Maréchal et soutenue par Éric Zemmour Reconquête et Mouvement conservateur |  | 3      |
|                                                  | La France insoumise - Union populaire La France insoumise, Parti ouvrier indépendant, Révolution écologique pour le vivant, Péyi-A, Pour La Réunion et Gauche écosocialiste                                        |  | 4      |
|                                                  | La France revient ! Avec Jordan Bardella et Marine Le Pen Rassemblement national et L'Avenir français |  | 5      |
|                                                  | Europe Écologie Les Écologistes – EELV et Alternative alsacienne |  | 6      |
|                                                  | Free Palestine Union des démocrates musulmans français |  | 7      |
|                                                  | Parti animaliste - Les animaux comptent, votre voix aussi Parti animaliste |  | 8      |
|                                                  | Parti révolutionnaire Communistes |  | 9      |
|                                                  | Parti pirate |  | 10     |
|                                                  | Besoin d'Europe Ensemble et Union des démocrates et indépendants |  | 11     |
|                                                  | PACE - Parti des citoyens européens, pour l'armée européenne, pour l'Europe sociale, pour la planète ! Parti des citoyens européens et La France a des Elles                                                       |  | 12     |
|                                                  | Équinoxe : écologie pratique et renouveau démocratique Équinoxe |  | 13     |
|                                                  | Écologie positive et territoires Écologie positive, Cap21, France Écologie, Le Trèfle - Les nouveaux écologistes, Les Universalistes, 100 % citoyens, Le Mouvement pour les animaux et Parti nationaliste basque   |  | 14     |
|                                                  | Liste Asselineau-Frexit, pour le pouvoir d'achat et pour la paix Union populaire républicaine |  | 15     |
|                                                  | Paix et Décroissance Écologiste, Objecteurs de croissance, Brouette et Décroissance Élections |  | 16     |
|                                                  | Pour une autre Europe Fédération citoyenne |  | 17     |
|                                                  | La droite pour faire entendre la voix de la France en Europe Les Républicains et Les Centristes |  | 18     |
|                                                  | Lutte ouvrière le camp des travailleurs Lutte ouvrière et Combat ouvrier |  | 19     |
|                                                  | Changer l'Europe Nouvelle Donne et Allons enfants |  | 20     |
|                                                  | Nous le peuple République souveraine et L'Appel au peuple |  | 21     |
|                                                  | Pour un monde sans frontières ni patrons, urgence révolution ! Nouveau Parti anticapitaliste – Révolutionnaires |  | 22     |
|                                                  | « Pour le pain, la paix, la liberté ! » présentée par le Parti des travailleurs Parti des travailleurs |  | 23     |
|                                                  | L'Europe ça suffit ! Les Patriotes et Via, la voie du peuple |  | 24     |
|                                                  | Non ! Prenons-nous en mains Rester libre |  | 25     |
|                                                  | Forteresse Europe - Liste d'unité nationaliste Les Nationalistes |  | 26     |
|                                                  | Réveiller l'Europe Parti socialiste et Place publique |  | 27     |
|                                                  | Non à l'UE et à l'OTAN, communistes pour la paix et le progrès social Association nationale des communistes |  | 28     |
|                                                  | Alliance rurale Résistons |  | 29     |
|                                                  | France libre Extrême droite |  | 30     |
|                                                  | Europe Territoires Écologie Parti radical de gauche, Régions et peuples solidaires, Volt France, Mouvement des progressistes, Mouvement des citoyens et Collectif des sociaux-démocrates réformateurs              |  | 31     |
|                                                  | La ruche citoyenne La Ruche citoyenne |  | 32     |
|                                                  | Gauche unie pour le monde du travail soutenue par Fabien Roussel Parti communiste français, Fédération de la gauche républicaine, Parti communiste réunionnais, Parti communiste martiniquais et Humains et dignes |  | 33     |
|                                                  | Défendre les enfants Droits du parent et de l'enfant |  | 34     |
|                                                  | Écologie au centre , Égalité Europe Écologie, Régions unies d'Europe, Génération animal, Jeunes Ecqo et La France autrement                                                                                        |  | 35     |
|                                                  | Démocratie représentative |  | 36     |
|                                                  | Espéranto langue commune Europe Démocratie Espéranto |  | 37     |
|                                                  | Liberté démocratique française |  | 38     |
|                                                  | |  |        |
| Inscrits                                         | Inscrits |  | 100,00 |
| Abstentions                                      | |  |        |
| Votants                                          | |  |        |
| Blancs                                           | |  |        |
| Nuls                                             | |  |        |
| Exprimés                                         | |  |        |
| Source : Ministère de l'Intérieur - Haute-Savoie | |  |        |

- Élections européennes de 2019 :

|                                                  | Renaissance soutenue par La République en marche, le MoDem et ses partenaires La République en marche, Mouvement démocrate, Agir, Mouvement radical, Union des démocrates et des écologistes et Alliance centriste | 64 664  | 25,32  |
|                                                  | Europe Écologie Europe Écologie Les Verts, Alliance écologiste indépendante et Régions et peuples solidaires | 46 306  | 18,13  |
|                                                  | Prenez le pouvoir, liste soutenue par Marine Le Pen Rassemblement national | 46 277  | 18,12  |
|                                                  | Union de la droite et du centre Les Républicains, Les Centristes et Chasse, pêche, nature et traditions | 26 975  | 10,56  |
|                                                  | Envie d'Europe écologique et sociale Parti socialiste, Place publique, Nouvelle Donne et Parti radical de gauche                                                                                                   | 13 236  | 5,18   |
|                                                  | La France insoumise La France insoumise, Parti de gauche, Gauche républicaine et socialiste et Mouvement républicain et citoyen                                                                                    | 10 826  | 4,24   |
|                                                  | Le courage de défendre les Français avec Nicolas Dupont-Aignan. Debout la France ! – CNIP Debout la France et Centre national des indépendants et paysans                                                          | 9 536   | 3,73   |
|                                                  | Les Européens Union des démocrates et indépendants, Force européenne démocrate et La Gauche moderne | 7 017   | 2,75   |
|                                                  | Urgence écologie Génération écologie, Mouvement écologiste indépendant, Mouvement des progressistes et Union des démocrates et des écologistes                                                                     | 6 296   | 2,47   |
|                                                  | Liste citoyenne du Printemps européen avec Benoît Hamon soutenue par Génération.s et DéME-DiEM25 Génération.s | 6 120   | 2,40   |
|                                                  | Parti animaliste Parti animaliste | 5 166   | 2,02   |
|                                                  | Ensemble pour le Frexit Union populaire républicaine | 3 512   | 1,38   |
|                                                  | Pour l'Europe des gens, contre l'Europe de l'argent Parti communiste français et République et socialisme | 3 104   | 1,22   |
|                                                  | Ensemble Patriotes et Gilets jaunes : pour la France, sortons de l'Union européenne ! Les Patriotes | 1 666   | 0,65   |
|                                                  | Lutte ouvrière – contre le grand capital, le camp des travailleurs Lutte ouvrière | 1 232   | 0,48   |
|                                                  | Alliance jaune, la révolte par le vote Sans étiquette | 1 156   | 0,45   |
|                                                  | Les oubliés de l'Europe – artisans, commerçants, professions libérales et indépendants – ACPLI Coordination nationale des indépendants                                                                             | 668     | 0,26   |
|                                                  | Union pour une Europe au service des peuples Union des démocrates musulmans français | 363     | 0,14   |
|                                                  | Parti pirate Parti pirate | 267     | 0,10   |
|                                                  | Parti fédéraliste européen – Pour une Europe qui protège ses citoyens Parti fédéraliste européen | 220     | 0,09   |
|                                                  | Espéranto – langue commune équitable pour l'Europe Europe Démocratie Espéranto | 194     | 0,08   |
|                                                  | Décroissance 2019 Parti pour la décroissance | 154     | 0,06   |
|                                                  | PACE – Parti des citoyens européens Parti des citoyens européens | 107     | 0,04   |
|                                                  | Allons enfants Allons enfants, le parti de la jeunesse | 97      | 0,04   |
|                                                  | Mouvement pour l'initiative citoyenne Mouvement pour l'initiative citoyenne | 52      | 0,02   |
|                                                  | À voix égales Sans étiquette | 49      | 0,02   |
|                                                  | Liste de la reconquête Dissidence française | 36      | 0,01   |
|                                                  | Démocratie représentative La révolution est en marche | 33      | 0,01   |
|                                                  | Évolution citoyenne Sans étiquette | 25      | 0,01   |
|                                                  | Une France royale au cœur de l'Europe Alliance royale | 24      | 0,01   |
|                                                  | Union démocratique pour la liberté, égalité, fraternité (UDLEF) Union démocratique pour la liberté, égalité, fraternité                                                                                            | 14      | 0,01   |
|                                                  | Parti révolutionnaire Communistes Parti révolutionnaire Communistes | 8       | 0,00   |
|                                                  | La ligne claire Parti de l'in-nocence et Souveraineté, identité et libertés | 7       | 0,00   |
|                                                  | Neutre et actif Sans étiquette | 6       | 0,00   |
|                                                  | |         |        |
| Inscrits                                         | Inscrits | 537 932 | 100,00 |
| Abstentions                                      | Abstentions | 272 683 | 50,69  |
| Votants                                          | Votants | 265 249 | 49,31  |
| Blancs                                           | Blancs | 5 424   | 2,04   |
| Nuls                                             | Nuls | 4 412   | 1,66   |
| Exprimés                                         | Exprimés | 255 413 | 96,29  |
| Source : Ministère de l'Intérieur - Haute-Savoie | |         |        |

- Élections européennes de 2014 :

|                                                  | Pour la France, agir en Europe avec Renaud Muselier Union pour un mouvement populaire                                                             | Renaud Muselier         | 48 883  | 23,51  |
|                                                  | Front national | Jean-Marie Le Pen       | 48 850  | 23,49  |
|                                                  | UDI • MoDem • Les Européens • Liste soutenue par François Bayrou et Jean-Louis Borloo Union des démocrates et indépendants et Mouvement démocrate | Sylvie Goulard          | 24 646  | 11,85  |
|                                                  | Liste Europe Écologie Europe Écologie Les Verts                                                                                                   | Michèle Rivasi          | 22 312  | 10,73  |
|                                                  | Choisir notre Europe Parti socialiste et Parti radical de gauche                                                                                  | Vincent Peillon         | 20 864  | 10,03  |
|                                                  | Debout la France ! Ni système, ni extrêmes avec Nicolas Dupont-Aignan Debout la République                                                        | Gerbert Rambaud         | 10 394  | 5,00   |
|                                                  | Nouvelle Donne | Jean-Baptiste Coutelis  | 7 971   | 3,83   |
|                                                  | L'Europe de la Finance, ça suffit ! Place au peuple ! Front de gauche (Parti communiste français, Parti de gauche et Ensemble !)                  | Marie-Christine Vergiat | 7 515   | 3,61   |
|                                                  | Alliance écologiste indépendante | Valérie Mira            | 6 880   | 3,31   |
|                                                  | Nous Citoyens | Bertrand Lescure        | 4 038   | 1,94   |
|                                                  | Lutte ouvrière - Faire entendre le camp des travailleurs Lutte ouvrière                                                                           | Chantal Gomez           | 1 522   | 0,73   |
|                                                  | UPR Sud-Est Union populaire républicaine | Daniel Romani           | 1 214   | 0,58   |
|                                                  | Force Vie Parti chrétien-démocrate | Jean-Marie Mure-Ravaud  | 957     | 0,46   |
|                                                  | Régions et peuples solidaires , Parti de la nation corse et Mouvement Région Savoie                                                               | François Alfonsi        | 818     | 0,39   |
|                                                  | Parti fédéraliste européen | Alain Malegarie         | 404     | 0,19   |
|                                                  | Espéranto langue commune équitable pour l'Europe Europe Démocratie Espéranto                                                                      | Monique Arnaud          | 367     | 0,18   |
|                                                  | Parti pirate Sud-Est Parti pirate | Valérie Dagrain         | 99      | 0,05   |
|                                                  | Démocratie réelle Sans étiquette | Éric Sanson             | 92      | 0,04   |
|                                                  | Féministes pour une Europe solidaire Sans étiquette                                                                                               | Élisabeth Salvaresi     | 87      | 0,04   |
|                                                  | Pour une France royale au cœur de l’Europe Alliance royale                                                                                        | Emmanuel Guigon         | 17      | 0,01   |
|                                                  | Pour une Europe utile aux Français Sans étiquette                                                                                                 | Aurélien Michel         | 9       | 0,00   |
|                                                  | Mayaud hors bords Sans étiquette | Christophe Mayaud       | 7       | 0,00   |
|                                                  | Communistes Extrême gauche | Christophe Ricerchi     | 6       | 0,00   |
|                                                  | |                         |         |        |
| Inscrits                                         | Inscrits | Inscrits                | 516 919 | 100,00 |
| Abstentions                                      | Abstentions | Abstentions             | 301 597 | 58,35  |
| Votants                                          | Votants | Votants                 | 215 322 | 41,65  |
| Blancs                                           | Blancs | Blancs                  | 5 227   | 2,43   |
| Nuls                                             | Nuls | Nuls                    | 2 143   | 1,00   |
| Exprimés                                         | Exprimés | Exprimés                | 207 952 | 96,58  |
| Source : Ministère de l'Intérieur - Haute-Savoie | |                         |         |        |

- Élections européennes de 2009 :

|                                                  | Quand l'Europe veut, l'Europe peut Majorité présidentielle (Union pour un mouvement populaire, Nouveau Centre et La Gauche moderne)                                                  | Françoise Grossetête    | 59 651  | 32,07  |
|                                                  | Europe Ecologie avec Daniel Cohn-Bendit, Eva Joly et José Bové Europe Écologie Les Verts                                                                                             | Michèle Rivasi          | 41 248  | 22,18  |
|                                                  | Changer l'Europe maintenant avec les socialistes Parti socialiste | Vincent Peillon         | 20 279  | 10,90  |
|                                                  | Démocrates pour l'Europe, liste soutenue par François Bayrou Mouvement démocrate | Jean-Luc Bennahmias     | 16 316  | 8,77   |
|                                                  | Liste Front national présentée par Jean-Marie Le Pen Front national | Jean-Marie Le Pen       | 12 411  | 6,67   |
|                                                  | Protéger nos emplois, défendre nos valeurs avec la liste de Villiers soutenue par le MPF, CPNT et Libertas Mouvement pour la France, Chasse, pêche, nature et traditions et Libertas | Patrick Louis           | 7 973   | 4,29   |
|                                                  | Alliance Écologiste Indépendante Alliance écologiste indépendante | Francis Lalanne         | 7 626   | 4,10   |
|                                                  | « Pas question de payer leur crise », liste présentée par le NPA et soutenue par Olivier Besancenot Nouveau Parti anticapitaliste                                                    | Raoul Jennar            | 7 175   | 3,86   |
|                                                  | Front de gauche pour changer d'Europe Front de gauche (Parti de gauche, Parti communiste français et Gauche unitaire)                                                                | Marie-Christine Vergiat | 5 532   | 2,97   |
|                                                  | Liste gaulliste Debout la République avec Nicolas Dupont-Aignan Debout la République                                                                                                 | Michèle Vianès          | 4 403   | 2,37   |
|                                                  | Liste Lutte Ouvrière soutenue par Arlette Laguiller Lutte ouvrière | Nathalie Arthaud        | 1 392   | 0,75   |
|                                                  | Résistance Sans étiquette | Victor Hugo Espinosa    | 1 228   | 0,66   |
|                                                  | Europe Démocratie Espéranto | Christian Garino        | 275     | 0,15   |
|                                                  | Solidarité - Liberté, justice et paix Sans étiquette | Matthieu Chauvin        | 241     | 0,13   |
|                                                  | Europe Décroissance Parti pour la décroissance | Annie Vital             | 61      | 0,03   |
|                                                  | Communistes Extrême gauche | Christophe Ricerchi     | 58      | 0,03   |
|                                                  | Alternative Libérale Sud-Est « L'Europe c'est vous » Alternative libérale | Jacques Gautron         | 38      | 0,02   |
|                                                  | Pour une Europe utile Centre national des indépendants et paysans | Daniel Dufreney         | 33      | 0,02   |
|                                                  | Une France royale au cœur de l'Europe Alliance royale | Dominique Hamel         | 28      | 0,02   |
|                                                  | Union des gens - Circonscription Sud-Est Sans étiquette | Jérôme Médeville        | 14      | 0,01   |
|                                                  | La force de la non-violence Divers gauche | Philippe Bariol         | 10      | 0,01   |
|                                                  | |                         |         |        |
| Inscrits                                         | Inscrits | Inscrits                | 486 163 | 100,00 |
| Abstentions                                      | Abstentions | Abstentions             | 293 299 | 60,33  |
| Votants                                          | Votants | Votants                 | 192 864 | 39,67  |
| Blancs ou nuls                                   | Blancs ou nuls | Blancs ou nuls          | 6 872   | 3,56   |
| Exprimés                                         | Exprimés | Exprimés                | 185 992 | 96,44  |
| Source : Ministère de l'Intérieur - Haute-Savoie | |                         |         |        |

- Élections européennes de 2004 :

|                                                  | Et maintenant, l'Europe sociale Parti socialiste                                                                      | Michel Rocard          | 41 493  | 24,84  |
|                                                  | Avec l'Europe, voyons la France en grand ! Union pour un mouvement populaire                                          | Françoise Grossetête   | 33 074  | 19,80  |
|                                                  | UDF-Europe Union pour la démocratie française                                                                         | Thierry Cornillet      | 25 349  | 15,17  |
|                                                  | Liste Front national conduite par Jean-Marie Le Pen Front national                                                    | Jean-Marie Le Pen      | 17 783  | 10,64  |
|                                                  | L'écologie, Les Verts - Parti Vert européen Les Verts et Régions et peuples solidaires (Parti de la nation corse)     | Jean-Luc Bennahmias    | 17 379  | 10,40  |
|                                                  | Liste Philippe de Villiers Mouvement pour la France                                                                   | Patrick Louis          | 11 077  | 6,63   |
|                                                  | L'Europe oui ! Mais pas celle-là ! Parti communiste français                                                          | Manuela Gomez          | 4 237   | 2,54   |
|                                                  | La France d'en bas | Jean-Marc Governatori  | 3 465   | 2,07   |
|                                                  | Liste LCR-LO, soutenue par Olivier Besancenot et Arlette Laguiller Ligue communiste révolutionnaire et Lutte ouvrière | Roseline Vachetta      | 3 395   | 2,03   |
|                                                  | Pasqua, la France en tête Rassemblement pour la France                                                                | Jean-Charles Marchiani | 2 905   | 1,74   |
|                                                  | CPNT - Pour la France qu'on aime, l'Europe des différences Chasse, pêche, nature et traditions                        | Aline Vidal-Daumas     | 1 941   | 1,16   |
|                                                  | Moins d'impôts, gérer utilement, l'emploi pour tous - M.I.G.U.E.T. Rassemblement des contribuables français           | Véronique Delage       | 1 884   | 1,13   |
|                                                  | Parti des travailleurs                                                                                                | Odile Mirguet          | 970     | 0,58   |
|                                                  | A.L.P.E. - Alliance pour la liberté des peuples d'Europe Régions et peuples solidaires (Ligue savoisienne)            | Evelyne Anthoine       | 688     | 0,41   |
|                                                  | Europe oui, Turquie non ! Pour une Europe indépendante et puissante Mouvement national républicain                    | Alain Vauzelle         | 632     | 0,38   |
|                                                  | Europe Démocratie Espéranto                                                                                           | Christian Garino       | 466     | 0,28   |
|                                                  | Vivre mieux avec l'Europe Sans étiquette                                                                              | Cyprien Laurelli       | 291     | 0,17   |
|                                                  | Diversité pour l'Europe Sans étiquette                                                                                | Rosalie Kerdo          | 39      | 0,02   |
|                                                  | www.jevoteautrement.com Parti fédéraliste                                                                             | Philippe Sanmartin     | 0       | 0,00   |
|                                                  | Alliance royale | Christian Audic        | 0       | 0,00   |
|                                                  | France unie des travailleurs salariés et indépendants Sans étiquette                                                  | Marc Fraysse           | 0       | 0,00   |
|                                                  | F.R.A.N.C.E. - Pôle des Libertés Divers droite                                                                        | Patrice Lallouette     | 0       | 0,00   |
|                                                  | |                        |         |        |
| Inscrits                                         | Inscrits | Inscrits               | 437 365 | 100,00 |
| Abstentions                                      | Abstentions | Abstentions            | 265 428 | 60,69  |
| Votants                                          | Votants | Votants                | 171 937 | 39,31  |
| Blancs ou nuls                                   | Blancs ou nuls | Blancs ou nuls         | 4 869   | 2,83   |
| Exprimés                                         | Exprimés | Exprimés               | 167 068 | 97,17  |
| Source : Ministère de l'Intérieur - Haute-Savoie | |                        |         |        |

- Élections européennes de 1999 :

|                                        | Construisons notre Europe Parti socialiste, Parti radical de gauche et Mouvement des citoyens                                       | François Hollande           | 29 278  | 18,46  |
|                                        | L'union pour l'Europe, l'opposition unie avec le RPR et Démocratie libérale Rassemblement pour la République et Démocratie libérale | Nicolas Sarkozy             | 23 071  | 14,55  |
|                                        | Rassemblement pour la France et l'indépendance de l'Europe Rassemblement pour la France et Mouvement pour la France                 | Charles Pasqua              | 22 998  | 14,50  |
|                                        | L'écologie, Les Verts, Daniel Cohn-Bendit et Dominique Voynet Les Verts                                                             | Daniel Cohn-Bendit          | 20 938  | 13,20  |
|                                        | Avec l'Europe, prenons une France d'avance Union pour la démocratie française                                                       | François Bayrou             | 19 204  | 12,11  |
|                                        | Pour une France libre, changeons d'Europe Front national                                                                            | Jean-Marie Le Pen           | 8 306   | 5,24   |
|                                        | Bouge l'Europe ! La liste conduite par Robert Hue Parti communiste français                                                         | Robert Hue                  | 6 627   | 4,18   |
|                                        | Liste présentée par Lutte ouvrière et la Ligue communiste révolutionnaire Lutte ouvrière et Ligue communiste révolutionnaire        | Arlette Laguiller           | 6 557   | 4,13   |
|                                        | Chasse, pêche, nature et traditions                                                                                                 | Jean Saint-Josse            | 5 335   | 3,36   |
|                                        | Européens d'accord, Français d'abord, Mégret l'avenir Mouvement national républicain                                                | Bruno Mégret                | 5 265   | 3,32   |
|                                        | Écologie, le choix de la vie Mouvement écologiste indépendant                                                                       | Antoine Waechter            | 3 708   | 2,34   |
|                                        | Moins d'impôts maintenant ! Rassemblement des contribuables français                                                                | Nicolas Miguet              | 3 315   | 2,09   |
|                                        | Vivant Énergie-France Divers droite (Vivant Énergie-France)                                                                         | Gérard Maudrux              | 2 045   | 1,29   |
|                                        | Combat pour l'emploi Union pour la Semaine de Quatre Jours                                                                          | Pierre Larrouturou          | 1 236   | 0,78   |
|                                        | Liste du Parti de la loi naturelle Parti de la loi naturelle                                                                        | Benoit Frappé               | 567     | 0,36   |
|                                        | Politique de vie pour l'Europe Sans étiquette                                                                                       | Christian Cotten            | 70      | 0,04   |
|                                        | 97.2 : mi ou, mi mwen Mouvement libéral martiniquais                                                                                | Joseph Jos                  | 58      | 0,04   |
|                                        | Liste du Parti humaniste Parti humaniste                                                                                            | Marie-Laurence Chanut-Sapin | 0       | 0,00   |
|                                        | Liste de la Ligue nationaliste Ligue nationaliste                                                                                   | Guy Guerrin                 | 0       | 0,00   |
|                                        | Vive le fédéralisme ! Parti fédéraliste                                                                                             | Jean-Philippe Allenbach     | 0       | 0,00   |
|                                        | |                             |         |        |
| Inscrits                               | Inscrits | Inscrits                    | 397 778 | 100,00 |
| Abstentions                            | Abstentions | Abstentions                 | 228 026 | 57,32  |
| Votants                                | Votants | Votants                     | 169 752 | 42,68  |
| Blancs ou nuls                         | Blancs ou nuls | Blancs ou nuls              | 11 174  | 6,58   |
| Exprimés                               | Exprimés | Exprimés                    | 158 578 | 93,42  |
| Source : Politiquemania - Haute-Savoie | |                             |         |        |

- Élections européennes de 1994 :

|                                      | L'Union UDF-RPR Union pour la démocratie française et Rassemblement pour la République                     | Dominique Baudis        | 50 541  | 28,70  |
|                                      | Liste de la Majorité pour l'Autre Europe Divers droite, dissidents de l'Union pour la démocratie française | Philippe de Villiers    | 25 538  | 14,50  |
|                                      | L'Europe solidaire Parti socialiste                                                                        | Michel Rocard           | 23 765  | 13,50  |
|                                      | Contre l'Europe de Maastricht, Allez la France ! Front national                                            | Jean-Marie Le Pen       | 20 055  | 11,39  |
|                                      | Énergie Radicale Mouvement des radicaux de gauche                                                          | Bernard Tapie           | 16 526  | 9,38   |
|                                      | Union des écologistes pour l'Europe ! Les Verts et L'écologie autrement                                    | Marie-Anne Isler-Béguin | 7 287   | 4,14   |
|                                      | Liste présentée par le Parti communiste français Parti communiste français                                 | Francis Wurtz           | 6 069   | 3,45   |
|                                      | Chasse, pêche, nature et traditions                                                                        | André Goustat           | 5 354   | 3,04   |
|                                      | Génération écologie pour l'Europe - Les vrais écologistes avec Brice Lalonde Génération écologie           | Brice Lalonde           | 5 147   | 2,92   |
|                                      | L'Autre politique Mouvement des citoyens                                                                   | Jean-Pierre Chevènement | 4 331   | 2,46   |
|                                      | L'Europe commence à Sarajevo Divers gauche                                                                 | Léon Schwartzenberg     | 3 738   | 2,12   |
|                                      | Liste Lutte ouvrière Lutte ouvrière                                                                        | Arlette Laguiller       | 3 282   | 1,86   |
|                                      | Liste du Parti de la loi naturelle Parti de la loi naturelle                                               | Benoît Frappé           | 952     | 0,54   |
|                                      | L'emploi d'abord ! Divers droite                                                                           | Gérard Touati           | 885     | 0,50   |
|                                      | Liste régionaliste et fédéraliste - Régions et peuples solidaires Régionalistes                            | Max Simeoni             | 878     | 0,50   |
|                                      | Pour l'Europe des travailleurs et de la démocratie Parti des travailleurs                                  | Daniel Gluckstein       | 608     | 0,35   |
|                                      | Démocrates pour les États-Unis d'Europe Sans étiquette                                                     | Armand Touati           | 597     | 0,34   |
|                                      | Politique de vie pour l'Europe Sans étiquette                                                              | Christian Cotten        | 540     | 0,31   |
|                                      | Rassemblement de l'outre-mer et des minorités Régionalistes                                                | Ernest Moutoussamy      | 0       | 0,00   |
|                                      | L'Europe pour tous Divers droite                                                                           | Jean Aillaud            | 0       | 0,00   |
|                                      | |                         |         |        |
| Inscrits                             | Inscrits                                                                                                   | Inscrits                | 370 967 | 100,00 |
| Abstentions                          | Abstentions                                                                                                | Abstentions             | 185 622 | 50,04  |
| Votants                              | Votants | Votants                 | 185 345 | 49,96  |
| Blancs ou nuls                       | Blancs ou nuls                                                                                             | Blancs ou nuls          | 9 252   | 4,99   |
| Exprimés                             | Exprimés                                                                                                   | Exprimés                | 176 093 | 95,01  |
| Source : data.gouv.fr - Haute-Savoie | |                         |         |        |

### Élections législatives
| 2024 | 2024 | 2024 | 2024 | 2024 | 2024 | 2024 | 2024 | 2024 |                                                    | Véronique Riotton                                  |                                                    | Antoine Armand                                     |                                                    | Christelle Petex                                   |                                                    | Virginie Duby-Muller                               |                                                    | Anne-Cécile Violland                               |                                                    | Xavier Roseren                                     |                                                    |                                                    |                                                    |                                                    |                                                    |                                                    |
| 2022 | 2022 | 2022 | 2022 | 2022 | 2022 | 2022 | 2022 | 2022 |                                                    | Véronique Riotton                                  |                                                    | Antoine Armand                                     |                                                    | Christelle Petex-Levet                             |                                                    | Virginie Duby-Muller                               |                                                    | Anne-Cécile Violland                               |                                                    | Xavier Roseren                                     |                                                    |                                                    |                                                    |                                                    |                                                    |                                                    |
| 2017 | 2017 | 2017 | 2017 | 2017 | 2017 | 2017 | 2017 | 2017 |                                                    | Véronique Riotton                                  |                                                    | Frédérique Lardet                                  |                                                    | Martial Saddier                                    |                                                    | Virginie Duby-Muller                               |                                                    | Marion Lenne                                       |                                                    | Xavier Roseren                                     |                                                    |                                                    |                                                    |                                                    |                                                    |                                                    |
| 2012 | 2012 | 2012 | 2012 | 2012 | 2012 | 2012 | 2012 | 2012 |                                                    | Bernard Accoyer                                    |                                                    | Lionel Tardy                                       |                                                    | Martial Saddier                                    |                                                    | Virginie Duby-Muller                               |                                                    | Marc Francina                                      |                                                    | Sophie Dion                                        |                                                    |                                                    |                                                    |                                                    |                                                    |                                                    |
| 2007 | 2007 | 2007 | 2007 | 2007 | 2007 | 2007 | 2007 | 2007 |                                                    | Bernard Accoyer (1)                                |                                                    | Lionel Tardy                                       |                                                    | Martial Saddier                                    |                                                    | Claude Birraux                                     |                                                    | Marc Francina                                      |                                                    |                                                    |                                                    |                                                    |                                                    |                                                    |                                                    |                                                    |
| 2002 | 2002 | 2002 | 2002 | 2002 | 2002 | 2002 | 2002 | 2002 |                                                    | Bernard Accoyer                                    |                                                    | Bernard Bosson                                     |                                                    | Martial Saddier                                    |                                                    | Claude Birraux                                     |                                                    | Jean-Marc Chavanne (2)                             |                                                    |                                                    |                                                    |                                                    |                                                    |                                                    |                                                    |                                                    |
| 1997 | 1997 | 1997 | 1997 | 1997 | 1997 | 1997 | 1997 | 1997 |                                                    | Bernard Accoyer                                    |                                                    | Bernard Bosson                                     |                                                    | Michel Meylan                                      |                                                    | Claude Birraux                                     |                                                    | Pierre Mazeaud (3)                                 |                                                    |                                                    |                                                    |                                                    |                                                    |                                                    |                                                    |                                                    |
| 1993 | 1993 | 1993 | 1993 | 1993 | 1993 | 1993 | 1993 | 1993 |                                                    | Bernard Accoyer                                    |                                                    | Bernard Bosson (4)                                 |                                                    | Michel Meylan                                      |                                                    | Claude Birraux                                     |                                                    | Pierre Mazeaud                                     |                                                    |                                                    |                                                    |                                                    |                                                    |                                                    |                                                    |                                                    |
| 1988 | 1988 | 1988 | 1988 | 1988 | 1988 | 1988 | 1988 | 1988 |                                                    | Jean Brocard                                       |                                                    | Bernard Bosson                                     |                                                    | Michel Meylan                                      |                                                    | Claude Birraux                                     |                                                    | Pierre Mazeaud                                     |                                                    |                                                    |                                                    |                                                    |                                                    |                                                    |                                                    |                                                    |
| 1986 | 1986 | 1986 | 1986 | 1986 | 1986 | 1986 | 1986 | 1986 | Scrutin proportionnel plurinominal par département | Scrutin proportionnel plurinominal par département | Scrutin proportionnel plurinominal par département | Scrutin proportionnel plurinominal par département | Scrutin proportionnel plurinominal par département | Scrutin proportionnel plurinominal par département | Scrutin proportionnel plurinominal par département | Scrutin proportionnel plurinominal par département | Scrutin proportionnel plurinominal par département | Scrutin proportionnel plurinominal par département | Scrutin proportionnel plurinominal par département | Scrutin proportionnel plurinominal par département | Scrutin proportionnel plurinominal par département | Scrutin proportionnel plurinominal par département | Scrutin proportionnel plurinominal par département | Scrutin proportionnel plurinominal par département | Scrutin proportionnel plurinominal par département | Scrutin proportionnel plurinominal par département |
| 1981 | 1981 | 1981 | 1981 | 1981 | 1981 | 1981 | 1981 | 1981 |                                                    | Jean Brocard                                       |                                                    | Yves Sautier                                       |                                                    | Claude Birraux                                     |                                                    |                                                    |                                                    |                                                    |                                                    |                                                    |                                                    |                                                    |                                                    |                                                    |                                                    |                                                    |
| 1978 | 1978 | 1978 | 1978 | 1978 | 1978 | 1978 | 1978 | 1978 |                                                    | Jean Brocard                                       |                                                    | Georges Pianta                                     |                                                    | Claude Birraux                                     |                                                    |                                                    |                                                    |                                                    |                                                    |                                                    |                                                    |                                                    |                                                    |                                                    |                                                    |                                                    |
| 1973 | 1973 | 1973 | 1973 | 1973 | 1973 | 1973 | 1973 | 1973 |                                                    | Jean Brocard                                       |                                                    | Georges Pianta                                     |                                                    | Maurice Herzog                                     |                                                    |                                                    |                                                    |                                                    |                                                    |                                                    |                                                    |                                                    |                                                    |                                                    |                                                    |                                                    |
| 1968 | 1968 | 1968 | 1968 | 1968 | 1968 | 1968 | 1968 | 1968 |                                                    | Jean Brocard                                       |                                                    | Georges Pianta                                     |                                                    | Maurice Herzog                                     |                                                    |                                                    |                                                    |                                                    |                                                    |                                                    |                                                    |                                                    |                                                    |                                                    |                                                    |                                                    |
| 1967 | 1967 | 1967 | 1967 | 1967 | 1967 | 1967 | 1967 | 1967 |                                                    | Charles Bosson                                     |                                                    | Georges Pianta                                     |                                                    | Maurice Herzog                                     |                                                    |                                                    |                                                    |                                                    |                                                    |                                                    |                                                    |                                                    |                                                    |                                                    |                                                    |                                                    |
| 1962 | 1962 | 1962 | 1962 | 1962 | 1962 | 1962 | 1962 | 1962 |                                                    | Charles Bosson                                     |                                                    | Georges Pianta                                     |                                                    | Joseph Philippe (5)                                |                                                    |                                                    |                                                    |                                                    |                                                    |                                                    |                                                    |                                                    |                                                    |                                                    |                                                    |                                                    |
| 1958 | 1958 | 1958 | 1958 | 1958 | 1958 | 1958 | 1958 | 1958 |                                                    | Charles Bosson                                     |                                                    | Georges Pianta                                     |                                                    | Joseph Philippe                                    |                                                    |                                                    |                                                    |                                                    |                                                    |                                                    |                                                    |                                                    |                                                    |                                                    |                                                    |                                                    |

Remarques
(1) Élu président de l'Assemblée nationale le 26 juin 2007 par 314 voix sur 563 contre 216 pour Marylise Lebranchu (PS).

(2) Décédé le 11 mars 2003, Jean-Marc Chavanne est remplacé par son suppléant Marc Francina.

(3) À la suite de sa nomination au Conseil constitutionnel, Pierre Mazeaud est remplacé le 5 mars 1998 par Jean-Marc Chavanne, son suppléant.

(4) Nommé ministre de l'Équipement, des Transports et du Tourisme du gouvernement Balladur, Bernard Bosson est remplacé par Pierre Hérisson du 1er mai 1993 au 23 septembre 1995. Il retrouve son siège lors de l'élection législative partielle des 17 et 24 septembre 1995.

(5) Joseph Philippe, décédé en cours de mandat, est remplacé par son suppléant Roch Meynier le 28 janvier 1966.

### Élections régionales
- Élections régionales de 2015 :

| Liste       | Liste | Tête de liste            | Premier tour | Premier tour | Second tour | Second tour | Sièges (19) | Sièges (19) |
| Liste       | Liste | Tête de liste            | Voix         | %            | Voix        | %           | #           | %           |
| ----------- | --- | ------------------------ | ------------ | ------------ | ----------- | ----------- | ----------- | ----------- |
|             | Les Républicains - UDI - MoDem - PCD - CPNT Wauquiez 2015, un nouveau souffle pour notre région - Le grand rassemblement de la droite et du centre | Julie Gnuva              | 78 544       | 34,75        | 123 820     | 45,50       | 12          | 63,16       |
|             | Front national Liste Front national présentée par Marine Le Pen                                                                                    | Vincent Lecaillon        | 59 500       | 26,33        | 63 840      | 23,46       | 3           | 15,79       |
|             | Parti socialiste - PRG - UDE - GÉ - Cap21 - MDP Nous, c’est la région                                                                              | Christian Dupessey       | 46 845       | 20,73        | 84 490      | 31,05       | 4           | 21,05       |
|             | Europe Écologie Les Verts - PG - E! - ND - NGS Le rassemblement citoyen, écologique et solidaire                                                   | Fabienne Grébert         | 17 231       | 7,62         | 84 490      | 31,05       | 4           | 21,05       |
|             | Parti communiste français - R&S - MRC L'Humain d'abord, avec la gauche républicaine et sociale                                                     | Loris Fontana            | 7 028        | 3,11         | 84 490      | 31,05       | 4           | 21,05       |
|             | Debout la France Debout la France avec Nicolas Dupont-Aignan                                                                                       | Jean-Philippe Deprez     | 7 549        | 3,34         |             |             |             |             |
|             | Nous Citoyens - PLD - PFE 100 % Citoyen | Cédric Borel             | 4 002        | 1,77         |             |             |             |             |
|             | Union populaire républicaine L'UPR, avec François Asselineau, le parti qui monte malgré le silence des médias                                      | André Veyrat de Lachenal | 2 878        | 1,27         |             |             |             |             |
|             | Lutte ouvrière Faire entendre le camp des travailleurs                                                                                             | Jean-Paul Macé           | 2 420        | 1,07         |             |             |             |             |
|             | |                          |              |              |             |             |             |             |
| Inscrits    | Inscrits | Inscrits                 | 526 603      | 100,00       | 526 470     | 100,00      |             |             |
| Abstentions | Abstentions | Abstentions              | 292 672      | 55,58        | 244 759     | 46,49       |             |             |
| Votants     | Votants | Votants                  | 233 931      | 44,42        | 281 711     | 53,51       |             |             |
| Blancs      | Blancs | Blancs                   | 5 582        | 1,06         | 5 471       | 1,04        |             |             |
| Nuls        | Nuls | Nuls                     | 2 352        | 0,45         | 4 090       | 0,78        |             |             |
| Exprimés    | Exprimés | Exprimés                 | 225 997      | 42,92        | 272 150     | 51,69       |             |             |

- Élections régionales de 2010 :

| Liste          | Liste | Tête de liste             | Premier tour | Premier tour | Second tour | Second tour | Sièges (17) | Sièges (17) |
| Liste          | Liste | Tête de liste             | Voix         | %            | Voix        | %           | #           | %           |
| -------------- | --- | ------------------------- | ------------ | ------------ | ----------- | ----------- | ----------- | ----------- |
|                | Majorité présidentielle (UMP - NC - PR - LGM - LP - PCD - CPNT - MPF) Aujourd'hui et demain, ensemble pour Rhône-Alpes      | Jean-Claude Carle         | 57 129       | 30,44        | 88 572      | 40,73       | 5           | 29,41       |
|                | Parti socialiste - Parti radical de gauche - Mouvement républicain et citoyen Une région d'avance - Le choix de Rhône-Alpes | Sylvie Gillet de Thorey   | 39 701       | 21,16        | 97 786      | 44,96       | 10          | 58,82       |
|                | Les Verts - Régions et peuples solidaires Europe Ecologie Rhône-Alpes - Autrement et maintenant                             | Claude Comet              | 39 209       | 20,89        | 97 786      | 44,96       | 10          | 58,82       |
|                | Front de gauche (Alternatifs - PCOF - DVG) Ensemble, pour des régions à gauche, solidaires, écologistes et citoyennes       | Gilles Ravache            | 7 553        | 4,02         | 97 786      | 44,96       | 10          | 58,82       |
|                | Front national Front national pour Rhône-Alpes et nos provinces françaises !                                                | Dominique Martin          | 24 779       | 13,20        | 31 121      | 31121       | 2           | 11,77       |
|                | Mouvement démocrate - Génération écologie Rhône-Alpes démocrate                                                             | Antoine Vieillard         | 8 772        | 4,67         |             |             |             |             |
|                | Nouveau Parti anticapitaliste Anticapitalistes en Rhône-Alpes, liste soutenue par Olivier Besancenot                        | Sébastien Di Nicolantonio | 4 309        | 2,30         |             |             |             |             |
|                | Divers (Opération Spartacus) Liste Spartacus                                                                                | Alain Guillon             | 4 059        | 2,16         |             |             |             |             |
|                | Lutte ouvrière Liste Lutte ouvrière soutenue par Arlette Laguiller                                                          | Jean-Paul Macé            | 2 148        | 1,14         |             |             |             |             |
|                | |                           |              |              |             |             |             |             |
| Inscrits       | Inscrits | Inscrits                  | 486 226      | 100,00       | 486 177     | 100,00      |             |             |
| Abstention     | Abstention | Abstention                | 291 559      | 59,96        | 260 462     | 53,57       |             |             |
| Votants        | Votants | Votants                   | 194 667      | 40,04        | 225 715     | 46,43       |             |             |
| Blancs et nuls | Blancs et nuls | Blancs et nuls            | 7 008        | 3,60         | 8 236       | 3,65        |             |             |
| Exprimés       | Exprimés | Exprimés                  | 187 659      | 96,40        | 217 479     | 96,35       |             |             |

- Conseillers régionaux élus
  - Union de la gauche (10) :
Sylvie Gillet de Thorey (PS) - Alain Coulombel (EÉ) - Claude Comet (EÉ) - Christian Dupessey (DVG) - Claire Donzel (PS) - Gérard Perrissin-Fabert (PS) - Jeannie Tremblay (EÉ) - Noël Communod (MRS) - Nicole Billet (EÉ) - Jean-Paul Moille (PS)
  - Majorité présidentielle (5) :
Jean-Claude Carle[N 39] (UMP) - Sophie Dion[N 40] (UMP) - Éric Fournier (NC) - Annabel André-Laurent (UMP) - François-Éric Carbonnel (UMP)
  - Front national (2) : 
Dominique Martin - Marie-Françoise Favre

- Élections régionales de 2004 :

| Liste    | Liste | Tête de liste           | Premier tour | Premier tour | Second tour | Second tour | Sièges (17) | Sièges (17) |
| Liste    | Liste | Tête de liste           | Voix         | %            | Voix        | %           | #           | %           |
| -------- | --- | ----------------------- | ------------ | ------------ | ----------- | ----------- | ----------- | ----------- |
|          | Union pour un mouvement populaire - Union pour la démocratie française Unis pour faire gagner la région             | Jean-Claude Carle       | 82 258       | 35,18        | 114 389     | 44,48       | 6           | 35,29       |
|          | Parti socialiste - Parti communiste français - Parti radical de gauche Rhône-Alpes pour tous, avec la Gauche        | Sylvie Gillet de Thorey | 59 926       | 25,63        | 104 046     | 40,46       | 9           | 52,94       |
|          | Les Verts Les Verts, écologie et solidarités maintenant                                                             | Renée Poussard          | 30 163       | 12,90        | 104 046     | 40,46       | 9           | 52,94       |
|          | Front national Front national pour Rhône-Alpes, liste présentée par Jean-Marie Le Pen                               | Dominique Martin        | 43 161       | 18,46        | 38 729      | 15,06       | 2           | 11,76       |
|          | Ligue communiste révolutionnaire - Lutte ouvrière Liste LCR-LO soutenue par Olivier Besancenot et Arlette Laguiller | Jean-Paul Macé          | 8 724        | 3,73         |             |             |             |             |
|          | Divers gauche Rhône-Alpes au cœur                                                                                   | Laurent Rosain          | 5 733        | 2,45         |             |             |             |             |
|          | Mouvement national républicain La vraie droite en Rhône-Alpes, liste conduite par Norbert Chetail                   | Christine Montastier    | 3 850        | 1,65         |             |             |             |             |
|          | |                         |              |              |             |             |             |             |
| Inscrits | Inscrits | Inscrits                | 434 592      | 100,00       | 434 585     | 100,00      |             |             |
| Votants  | Votants | Votants                 | 246 235      | 56,66        | 266 611     | 61,35       |             |             |
| Exprimés | Exprimés | Exprimés                | 233 815      | 53,80        | 257 164     | 59,17       |             |             |

- Conseillers régionaux élus
  - Union de la gauche (9) :
Sylvie Gillet de Thorey (PS) - Roger Vioud (PS) - Renée Poussard (Les Verts) - Jean-Paul Moille (PS) - Marie-France Marcos (PRG) - Gilles Ravache (PCF) - Josiane Scheppler-Dubeau[N 41] (Les Verts) - Alain Coulombel (Les Verts) - Annie Anselme (PCF)
  - Union pour un mouvement populaire - Union pour la démocratie française (6) :
Jean-Claude Carle (UMP) - Guylaine Riondel-Besson (UMP) - Éric Fournier (UDF) - Véronique Drouet (UDF) - Serge Hazard (UMP) - Astrid Baud-Roche (UMP)
  - Front national (2) : 
Dominique Martin - Marie Favre

- Élections régionales de 1998 :

| Liste    | Liste                                                                 | Tête de liste       | Voix    | %      | Sièges (17) | Sièges (17) |
| Liste    | Liste                                                                 | Tête de liste       | Voix    | %      | #           | %           |
| -------- | --------------------------------------------------------------------- | ------------------- | ------- | ------ | ----------- | ----------- |
|          | Union pour la démocratie française - Rassemblement pour la République | Jean-Claude Carle   | 56 262  | 29,80  | 7           | 41,18       |
|          | Gauche plurielle (DVG - PS - Les Verts - PCF)                         | Robert Borrel       | 46 665  | 24,72  | 5           | 29,41       |
|          | Front national                                                        | Dominique Martin    | 28 365  | 15,03  | 3           | 17,65       |
|          | Divers droite (UDF diss.)                                             | Renée Magnin        | 13 029  | 6,90   | 1           | 5,88        |
|          | Ligue savoisienne                                                     | Patrice Abeille     | 11 411  | 6,05   | 1           | 5,88        |
|          | Divers écologiste                                                     | Pierre Viguié       | 9 241   | 4,90   |             |             |
|          | Divers                                                                | Laurent Rosain      | 8 006   | 4,24   |             |             |
|          | Lutte ouvrière                                                        | Pierre Michallet    | 5 350   | 2,83   |             |             |
|          | Divers droite                                                         | André Bouchet       | 4 686   | 2,48   |             |             |
|          | Génération écologie                                                   | Laurent Natale      | 3 199   | 1,69   |             |             |
|          | Divers droite (RPR diss.)                                             | Catherine Baudequin | 2 553   | 1,35   |             |             |
|          |                                                                       |                     |         |        |             |             |
| Inscrits | Inscrits                                                              | Inscrits            | 395 377 | 100,00 |             |             |
| Votants  | Votants                                                               | Votants             | 196 900 | 49,80  |             |             |
| Exprimés | Exprimés                                                              | Exprimés            | 188 767 | 47,74  |             |             |

- Conseillers régionaux élus
  - Union pour la démocratie française - Rassemblement pour la République (7) :
Jean-Claude Carle (UDF) - Christian Vulliez (RPR) - Michel Amoudry (UDF) - Jean-Louis Prevond (RPR) - Guylaine Riondel-Besson (UDF) - Jean-Claude Leger (RPR) - Éric Fournier (UDF)
  - Gauche plurielle (5) :
Robert Borrel (DVG) - Jean Excoffier (PS) - Alain Coulombel (Les Verts) - Raymond Vindret (PCF) - Marie-France Marcos (DVG)
  - Front national (3) : 
Dominique Martin - Jacques Vassieux - Bernard Midy
  - Divers droite - Union pour la démocratie française diss. (1) :
Renée Magnin
  - Ligue savoisienne (1) :
Patrice Abeille

### Élections municipales
| Commune                  | Parti (2020) | Parti (2014) | Parti (2008) | Parti (2001) | Parti (1995) | Parti (1989) | Parti (1983) | Parti (1977) |
| ------------------------ | ------------ | ------------ | ------------ | ------------ | ------------ | ------------ | ------------ | ------------ |
| Ambilly                  | PS           | PS           | PS           | UDF          | UDF          | UDF          | UDF          | CDS          |
| Annecy                   | ECO          | UDI          | MoDem        | UDF          | UDF          | UDF          | UDF          | app. CDS     |
| Annemasse                | PS           | PS           | PS           | DVG          | DVG          | DVG          | PS           | PS           |
| Bonneville               | LR           | UMP          | UMP          | UDF          | UDF          | UDF          | UDF          | PS           |
| Bons-en-Chablais         | SE           | DVD          | DVD          | DVG          | DVG          | UDF          | UDF          | PR           |
| Chamonix-Mont-Blanc      | UDI          | UDI          | NC           | DVD          | DVD          | DVD          | DVD          | n.c.         |
| Cluses                   | LR           | DVD          | UMP          | RPR          | RPR          | RPR          | RPR          | n.c.         |
| Cranves-Sales            | LR           | UMP          | UMP          | DVD          | n.c.         | n.c.         | n.c.         | n.c.         |
| Douvaine                 | DVC          | DVD          | DVD          | DVD          | DVD          | DVD          | n.c.         | n.c.         |
| Epagny Metz-Tessy        | DVD          | DVD          |              |              |              |              |              |              |
| Évian-les-Bains          | LR           | UMP          | UMP          | RPR          | RPR          | DVG          | DVG          | DVG          |
| Faverges-Seythenex       | DVG          | DVD          |              |              |              |              |              |              |
| Fillière                 | DVD          | DVD          |              |              |              |              |              |              |
| Gaillard                 | DVD          | DVD          | DVD          | DVD          | DVD          | DVD          | DVD          | RPR          |
| La Balme-de-Sillingy     | DVD          | DVD          | DVD          | RPR          | RPR          | n.c.         | n.c.         | n.c.         |
| La Roche-sur-Foron       | DVD          | DVD          | SE           | SE           | RPR          | RPR          | n.c.         | n.c.         |
| Marignier                | DVC          | UMP          | DVD          | DVD          | DVD          | DVD          | n.c.         |              |
| Marnaz                   | DVD          | UDI          | NC           | DVD          | DVD          | DVD          | DVD          | DVD          |
| Passy                    | DVG          | UMP          | DVD          | DVD          | PCF          | DVD          | DVD          | PCF          |
| Poisy                    | LR           | UMP          | UMP          | DVD          | DVD          | DVD          | n.c.         | n.c.         |
| Publier                  | DVD          | DVG          | DVG          | PS           | PS           | PS           | n.c.         | DVG          |
| Reignier-Ésery           | DVD          | UDI          | DVD          | DVD          | n.c.         | n.c.         | n.c.         | n.c.         |
| Rumilly                  | SE           | UMP          | UMP          | RPR          | RPR          | RPR          | RPR          | RPR          |
| Saint-Gervais-les-Bains  | RE           | UDI          | DVD          | UDF          | DVD          | DVD          | n.c.         | n.c.         |
| Saint-Jorioz             | DVD          | DVD          | DVD          | DVD          | n.c.         | DVD          | DVD          | DVD          |
| Saint-Julien-en-Genevois | PS           | MoDem        | PS           | PS           | RPR          | RPR          | RPR          | n.c.         |
| Saint-Pierre-en-Faucigny | DVD          | DVD          | DVD          | DVD          | DVD          | n.c.         | n.c.         | n.c.         |
| Sallanches               | LR           | UMP          | UMP          | RPR          | UDF          | UDF          | app. RPR     | app. RPR     |
| Sciez                    | DVD          | UMP          | UMP          | PCF          | PCF          | PCF          | SE           | SE           |
| Scionzier                | DVD          | DVD          | DVD          | DVD          | DVD          | n.c.         | n.c.         | n.c.         |
| Sillingy                 | DVD          | DVD          | DVD          | DVD          | n.c.         | n.c.         | SE           | SE           |
| Thônes                   | UDI          | UDI          | UMP          | DVD          | DVD          | DVD          | DVD          | CDS          |
| Thonon-les-Bains         | DVD          | UMP          | UMP          | DL           | UDF          | DVD          | DVD          | PR           |
| Thyez                    | DVD          | UDI          | DVD          | UDF          | UDF          | UDF          | UDF          | DVD          |
| Vétraz-Monthoux          | DVD          | UMP          | UMP          | DVD          | DVD          | n.c.         | n.c.         | n.c.         |
| Ville-la-Grand           | DVD          | DVD          | DVD          | DVD          | DVD          | DVD          | DVD          | n.c.         |
| Viry                     | SE           | DVD          | DVG          | DVG          | DVG          | DVG          | DVG          | DVG          |

### Référendums
Référendum sur le traité établissant une constitution pour l'Europe
29 mai 2005
| OUI 159 529 (53,94 %) |  |  | NON 136 243 (46,06 %) |
| ▲                     |  |  |                       |

Référendum sur le quinquennat présidentiel
24 septembre 2000
| OUI 71 828 (75,70 %) |  |  | NON 23 071 (24,32 %) |
| ▲                    |  |  |                      |

Référendum sur le traité de Maastricht
20 septembre 1992
| OUI 138 902 (57,05 %) |  |  | NON 104 586 (42,95 %) |
| ▲                     |  |  |                       |

Référendum sur la réforme du Sénat et la régionalisation
27 avril 1969
| NON (52,25 %) |  |  | OUI (47,75 %) |
| ▲             |  |  |               |

Référendum sur l'autodétermination en Algérie
8 janvier 1961
| OUI (85,2 %) |  |  | NON (14,8 %) |
| ▲            |  |  |              |

Référendum sur la constitution de la Ve République
28 septembre 1958
| OUI (84,3 %) |  |  | NON (15,7 %) |
| ▲            |  |  |              |